# Плей-офф Кубка Гагарина 2025
Плей-офф Кубка Гагарина 2025 года — второй и решающий этап сезона КХЛ 2024/2025 годов. Плей-офф начался 26 марта 2025 года и завершился 21 мая 2025 года.

## Формат плей-офф
Всего в плей-офф участвуют 16 команд, по 8 от каждой конференции. В первом раунде победители конференций играют с командами, занявшими восьмые места. Команды, занявшие вторые места играют с командами с седьмого места, команды с третьих мест играют с командами, занявшими шестые места, а команды, занявшие четвёртые места играют с командами, занявшими пятые места в конференциях.
Во втором раунде, как и плей-офф 2024 года (и в отличие от предыдущих сезонов), в каждой четвертьфинальной паре одна из команд Запада сыграет с одной из команд Востока. Так, лучшая из оставшихся команд Запада сыграет с четвёртой из оставшихся команд Востока, лучшая из оставшихся команд Востока сыграет с четвёртой командой Запада, и так далее.
На стадии полуфиналов перепосев команд производиться не будет. Таким образом, лучшая команда Запада и лучшая команда Востока смогут встретиться только в финале Кубка Гагарина. При этом, как и в 2024 году, возможна ситуация, в которой в финале сыграют две команды из одной и той же конференции.
Во всех раундах преимущество домашнего льда имеет команда, занявшая более высокое место в регулярном чемпионате. Каждая серия состоит максимум из семи игр и проходит до четырёх побед в формате Д-Д-Г-Г-Д-Г-Д.
Впервые в истории КХЛ матчи были сыграны в мае.

## Участники и посев перед плей-офф

### Восточная конференция
1. Трактор
2. Салават Юлаев
3. Металлург
4. Автомобилист
5. Ак Барс
6. Авангард
7. Сибирь
8. Адмирал

### Западная конференция
1. Локомотив
2. Динамо М
3. Спартак
4. Динамо Мн
5. ЦСКА
6. Северсталь
7. СКА
8. Торпедо

## Сетка
|  | 1/8 финала (Четвертьфиналы конференций) | 1/8 финала (Четвертьфиналы конференций) | 1/8 финала (Четвертьфиналы конференций) | 1/8 финала (Четвертьфиналы конференций) | 1/8 финала (Четвертьфиналы конференций) | 1/8 финала (Четвертьфиналы конференций) | 1/8 финала (Четвертьфиналы конференций) | 1/8 финала (Четвертьфиналы конференций) | 1/8 финала (Четвертьфиналы конференций) | 1/8 финала (Четвертьфиналы конференций) |               |               | Четвертьфиналы (перепосев) | Четвертьфиналы (перепосев) | Четвертьфиналы (перепосев) | Четвертьфиналы (перепосев) | Четвертьфиналы (перепосев) | Четвертьфиналы (перепосев) | Четвертьфиналы (перепосев) | Четвертьфиналы (перепосев) | Четвертьфиналы (перепосев) | Четвертьфиналы (перепосев) |    |           | Полуфиналы | Полуфиналы | Полуфиналы | Полуфиналы | Полуфиналы | Полуфиналы | Полуфиналы | Полуфиналы | Полуфиналы | Полуфиналы |    |           | Финал Кубка Гагарина | Финал Кубка Гагарина | Финал Кубка Гагарина | Финал Кубка Гагарина | Финал Кубка Гагарина | Финал Кубка Гагарина | Финал Кубка Гагарина | Финал Кубка Гагарина | Финал Кубка Гагарина | Финал Кубка Гагарина |
|  |                                         |                                         |                                         |                                         |                                         |                                         |                                         |                                         |                                         |                                         |               |               |                            |                            |                            |                            |                            |                            |                            |                            |                            |                            |    |           |            |            |            |            |            |            |            |            |            |            |    |           |                      |                      |                      |                      |                      |                      |                      |                      |                      |                      |
|  | 1                                       | Локомотив                               | Локомотив                               | Локомотив                               | Локомотив                               | Локомотив                               | Локомотив                               | Локомотив                               | Локомотив                               | 4                                       |               |               |                            |                            |                            |                            |                            |                            |                            |                            |                            |                            |    |           |            |            |            |            |            |            |            |            |            |            |    |           |                      |                      |                      |                      |                      |                      |                      |                      |                      |                      |
|  | 1                                       | Локомотив                               | Локомотив                               | Локомотив                               | Локомотив                               | Локомотив                               | Локомотив                               | Локомотив                               | Локомотив                               | 4                                       |               |               |                            |                            |                            |                            |                            |                            |                            |                            |                            |                            |    |           |            |            |            |            |            |            |            |            |            |            |    |           |                      |                      |                      |                      |                      |                      |                      |                      |                      |                      |
|  | 8                                       | Торпедо                                 | Торпедо                                 | Торпедо                                 | Торпедо                                 | Торпедо                                 | Торпедо                                 | Торпедо                                 | Торпедо                                 | 0                                       |               |               |                            |                            |                            |                            |                            |                            |                            |                            |                            |                            |    |           |            |            |            |            |            |            |            |            |            |            |    |           |                      |                      |                      |                      |                      |                      |                      |                      |                      |                      |
|  | 8                                       | Торпедо                                 | Торпедо                                 | Торпедо                                 | Торпедо                                 | Торпедо                                 | Торпедо                                 | Торпедо                                 | Торпедо                                 | 0                                       | з1            | Локомотив     | Локомотив                  | Локомотив                  | Локомотив                  | Локомотив                  | Локомотив                  | Локомотив                  | Локомотив                  | 4                          |                            |                            |    |           |            |            |            |            |            |            |            |            |            |            |    |           |                      |                      |                      |                      |                      |                      |                      |                      |                      |                      |
|  |                                         |                                         |                                         |                                         |                                         |                                         |                                         |                                         |                                         |                                         | з1            | Локомотив     | Локомотив                  | Локомотив                  | Локомотив                  | Локомотив                  | Локомотив                  | Локомотив                  | Локомотив                  | 4                          |                            |                            |    |           |            |            |            |            |            |            |            |            |            |            |    |           |                      |                      |                      |                      |                      |                      |                      |                      |                      |                      |
|  |                                         |                                         | в4                                      | Авангард                                | Авангард                                | Авангард                                | Авангард                                | Авангард                                | Авангард                                | Авангард                                | Авангард      | 3             |                            |                            |                            |                            |                            |                            |                            |                            |                            |                            |    |           |            |            |            |            |            |            |            |            |            |            |    |           |                      |                      |                      |                      |                      |                      |                      |                      |                      |                      |
|  | 2                                       | Динамо М                                | Динамо М                                | Динамо М                                | Динамо М                                | Динамо М                                | Динамо М                                | Динамо М                                | Динамо М                                | Авангард                                | Авангард      | 3             | 4                          |                            |                            |                            |                            |                            |                            |                            |                            |                            |    |           |            |            |            |            |            |            |            |            |            |            |    |           |                      |                      |                      |                      |                      |                      |                      |                      |                      |                      |
|  | 2                                       | Динамо М                                | Динамо М                                | Динамо М                                | Динамо М                                | Динамо М                                | Динамо М                                | Динамо М                                | Динамо М                                |                                         |               |               | 4                          |                            |                            |                            |                            |                            |                            |                            |                            |                            |    |           |            |            |            |            |            |            |            |            |            |            |    |           |                      |                      |                      |                      |                      |                      |                      |                      |                      |                      |
|  | 7                                       | СКА                                     | СКА                                     | СКА                                     | СКА                                     | СКА                                     | СКА                                     | СКА                                     | СКА                                     | 2                                       |               |               |                            |                            |                            |                            |                            |                            |                            |                            |                            |                            |    |           |            |            |            |            |            |            |            |            |            |            |    |           |                      |                      |                      |                      |                      |                      |                      |                      |                      |                      |
|  | 7                                       | СКА                                     | СКА                                     | СКА                                     | СКА                                     | СКА                                     | СКА                                     | СКА                                     | СКА                                     | 2                                       |               |               |                            |                            |                            |                            |                            |                            |                            |                            |                            |                            | з1 | Локомотив | Локомотив  | Локомотив  | Локомотив  | Локомотив  | Локомотив  | Локомотив  | Локомотив  | 4          |            |            |    |           |                      |                      |                      |                      |                      |                      |                      |                      |                      |                      |
|  |                                         |                                         |                                         |                                         |                                         |                                         |                                         |                                         |                                         |                                         |               |               |                            |                            |                            |                            |                            |                            |                            |                            |                            |                            | з1 | Локомотив | Локомотив  | Локомотив  | Локомотив  | Локомотив  | Локомотив  | Локомотив  | Локомотив  | 4          |            |            |    |           |                      |                      |                      |                      |                      |                      |                      |                      |                      |                      |
|  |                                         |                                         | в2                                      | Салават Юлаев                           | Салават Юлаев                           | Салават Юлаев                           | Салават Юлаев                           | Салават Юлаев                           | Салават Юлаев                           | Салават Юлаев                           | Салават Юлаев | 1             |                            |                            |                            |                            |                            |                            |                            |                            |                            |                            |    |           |            |            |            |            |            |            |            |            |            |            |    |           |                      |                      |                      |                      |                      |                      |                      |                      |                      |                      |
|  | 3                                       | Спартак                                 | Спартак                                 | Спартак                                 | Спартак                                 | Спартак                                 | Спартак                                 | Спартак                                 | Спартак                                 | Салават Юлаев                           | Салават Юлаев | 1             | 4                          |                            |                            |                            |                            |                            |                            |                            |                            |                            |    |           |            |            |            |            |            |            |            |            |            |            |    |           |                      |                      |                      |                      |                      |                      |                      |                      |                      |                      |
|  | 3                                       | Спартак                                 | Спартак                                 | Спартак                                 | Спартак                                 | Спартак                                 | Спартак                                 | Спартак                                 | Спартак                                 |                                         |               |               | 4                          |                            |                            |                            |                            |                            |                            |                            |                            |                            |    |           |            |            |            |            |            |            |            |            |            |            |    |           |                      |                      |                      |                      |                      |                      |                      |                      |                      |                      |
|  | 6                                       | Северсталь                              | Северсталь                              | Северсталь                              | Северсталь                              | Северсталь                              | Северсталь                              | Северсталь                              | Северсталь                              | 1                                       |               |               |                            |                            |                            |                            |                            |                            |                            |                            |                            |                            |    |           |            |            |            |            |            |            |            |            |            |            |    |           |                      |                      |                      |                      |                      |                      |                      |                      |                      |                      |
|  | 6                                       | Северсталь                              | Северсталь                              | Северсталь                              | Северсталь                              | Северсталь                              | Северсталь                              | Северсталь                              | Северсталь                              | 1                                       | в2            | Салават Юлаев | Салават Юлаев              | Салават Юлаев              | Салават Юлаев              | Салават Юлаев              | Салават Юлаев              | Салават Юлаев              | Салават Юлаев              | 4                          |                            |                            |    |           |            |            |            |            |            |            |            |            |            |            |    |           |                      |                      |                      |                      |                      |                      |                      |                      |                      |                      |
|  |                                         |                                         |                                         |                                         |                                         |                                         |                                         |                                         |                                         |                                         | в2            | Салават Юлаев | Салават Юлаев              | Салават Юлаев              | Салават Юлаев              | Салават Юлаев              | Салават Юлаев              | Салават Юлаев              | Салават Юлаев              | 4                          |                            |                            |    |           |            |            |            |            |            |            |            |            |            |            |    |           |                      |                      |                      |                      |                      |                      |                      |                      |                      |                      |
|  |                                         |                                         | з3                                      | Спартак                                 | Спартак                                 | Спартак                                 | Спартак                                 | Спартак                                 | Спартак                                 | Спартак                                 | Спартак       | 3             |                            |                            |                            |                            |                            |                            |                            |                            |                            |                            |    |           |            |            |            |            |            |            |            |            |            |            |    |           |                      |                      |                      |                      |                      |                      |                      |                      |                      |                      |
|  | 4                                       | Динамо Мн                               | Динамо Мн                               | Динамо Мн                               | Динамо Мн                               | Динамо Мн                               | Динамо Мн                               | Динамо Мн                               | Динамо Мн                               | Спартак                                 | Спартак       | 3             | 4                          |                            |                            |                            |                            |                            |                            |                            |                            |                            |    |           |            |            |            |            |            |            |            |            |            |            |    |           |                      |                      |                      |                      |                      |                      |                      |                      |                      |                      |
|  | 4                                       | Динамо Мн                               | Динамо Мн                               | Динамо Мн                               | Динамо Мн                               | Динамо Мн                               | Динамо Мн                               | Динамо Мн                               | Динамо Мн                               |                                         |               |               | 4                          |                            |                            |                            |                            |                            |                            |                            |                            |                            |    |           |            |            |            |            |            |            |            |            |            |            |    |           |                      |                      |                      |                      |                      |                      |                      |                      |                      |                      |
|  | 5                                       | ЦСКА                                    | ЦСКА                                    | ЦСКА                                    | ЦСКА                                    | ЦСКА                                    | ЦСКА                                    | ЦСКА                                    | ЦСКА                                    | 2                                       |               |               |                            |                            |                            |                            |                            |                            |                            |                            |                            |                            |    |           |            |            |            |            |            |            |            |            |            |            |    |           |                      |                      |                      |                      |                      |                      |                      |                      |                      |                      |
|  | 5                                       | ЦСКА                                    | ЦСКА                                    | ЦСКА                                    | ЦСКА                                    | ЦСКА                                    | ЦСКА                                    | ЦСКА                                    | ЦСКА                                    | 2                                       |               |               |                            |                            |                            |                            |                            |                            |                            |                            |                            |                            |    |           |            |            |            |            |            |            |            |            |            |            | з1 | Локомотив | Локомотив            | Локомотив            | Локомотив            | Локомотив            | Локомотив            | Локомотив            | Локомотив            | 4                    |                      |                      |
|  |                                         |                                         |                                         |                                         |                                         |                                         |                                         |                                         |                                         |                                         |               |               |                            |                            |                            |                            |                            |                            |                            |                            |                            |                            |    |           |            |            |            |            |            |            |            |            |            |            | з1 | Локомотив | Локомотив            | Локомотив            | Локомотив            | Локомотив            | Локомотив            | Локомотив            | Локомотив            | 4                    |                      |                      |
|  |                                         |                                         | в1                                      | Трактор                                 | Трактор                                 | Трактор                                 | Трактор                                 | Трактор                                 | Трактор                                 | Трактор                                 | Трактор       | 1             |                            |                            |                            |                            |                            |                            |                            |                            |                            |                            |    |           |            |            |            |            |            |            |            |            |            |            |    |           |                      |                      |                      |                      |                      |                      |                      |                      |                      |                      |
|  | 1                                       | Трактор                                 | Трактор                                 | Трактор                                 | Трактор                                 | Трактор                                 | Трактор                                 | Трактор                                 | Трактор                                 | Трактор                                 | Трактор       | 1             | 4                          |                            |                            |                            |                            |                            |                            |                            |                            |                            |    |           |            |            |            |            |            |            |            |            |            |            |    |           |                      |                      |                      |                      |                      |                      |                      |                      |                      |                      |
|  | 1                                       | Трактор                                 | Трактор                                 | Трактор                                 | Трактор                                 | Трактор                                 | Трактор                                 | Трактор                                 | Трактор                                 |                                         |               |               | 4                          |                            |                            |                            |                            |                            |                            |                            |                            |                            |    |           |            |            |            |            |            |            |            |            |            |            |    |           |                      |                      |                      |                      |                      |                      |                      |                      |                      |                      |
|  | 8                                       | Адмирал                                 | Адмирал                                 | Адмирал                                 | Адмирал                                 | Адмирал                                 | Адмирал                                 | Адмирал                                 | Адмирал                                 | 2                                       |               |               |                            |                            |                            |                            |                            |                            |                            |                            |                            |                            |    |           |            |            |            |            |            |            |            |            |            |            |    |           |                      |                      |                      |                      |                      |                      |                      |                      |                      |                      |
|  | 8                                       | Адмирал                                 | Адмирал                                 | Адмирал                                 | Адмирал                                 | Адмирал                                 | Адмирал                                 | Адмирал                                 | Адмирал                                 | 2                                       | в1            | Трактор       | Трактор                    | Трактор                    | Трактор                    | Трактор                    | Трактор                    | Трактор                    | Трактор                    | 4                          |                            |                            |    |           |            |            |            |            |            |            |            |            |            |            |    |           |                      |                      |                      |                      |                      |                      |                      |                      |                      |                      |
|  |                                         |                                         |                                         |                                         |                                         |                                         |                                         |                                         |                                         |                                         | в1            | Трактор       | Трактор                    | Трактор                    | Трактор                    | Трактор                    | Трактор                    | Трактор                    | Трактор                    | 4                          |                            |                            |    |           |            |            |            |            |            |            |            |            |            |            |    |           |                      |                      |                      |                      |                      |                      |                      |                      |                      |                      |
|  |                                         |                                         | з4                                      | Динамо Мн                               | Динамо Мн                               | Динамо Мн                               | Динамо Мн                               | Динамо Мн                               | Динамо Мн                               | Динамо Мн                               | Динамо Мн     | 1             |                            |                            |                            |                            |                            |                            |                            |                            |                            |                            |    |           |            |            |            |            |            |            |            |            |            |            |    |           |                      |                      |                      |                      |                      |                      |                      |                      |                      |                      |
|  | 2                                       | Салават Юлаев                           | Салават Юлаев                           | Салават Юлаев                           | Салават Юлаев                           | Салават Юлаев                           | Салават Юлаев                           | Салават Юлаев                           | Салават Юлаев                           | Динамо Мн                               | Динамо Мн     | 1             | 4                          |                            |                            |                            |                            |                            |                            |                            |                            |                            |    |           |            |            |            |            |            |            |            |            |            |            |    |           |                      |                      |                      |                      |                      |                      |                      |                      |                      |                      |
|  | 2                                       | Салават Юлаев                           | Салават Юлаев                           | Салават Юлаев                           | Салават Юлаев                           | Салават Юлаев                           | Салават Юлаев                           | Салават Юлаев                           | Салават Юлаев                           |                                         |               |               | 4                          |                            |                            |                            |                            |                            |                            |                            |                            |                            |    |           |            |            |            |            |            |            |            |            |            |            |    |           |                      |                      |                      |                      |                      |                      |                      |                      |                      |                      |
|  | 7                                       | Сибирь                                  | Сибирь                                  | Сибирь                                  | Сибирь                                  | Сибирь                                  | Сибирь                                  | Сибирь                                  | Сибирь                                  | 3                                       |               |               |                            |                            |                            |                            |                            |                            |                            |                            |                            |                            |    |           |            |            |            |            |            |            |            |            |            |            |    |           |                      |                      |                      |                      |                      |                      |                      |                      |                      |                      |
|  | 7                                       | Сибирь                                  | Сибирь                                  | Сибирь                                  | Сибирь                                  | Сибирь                                  | Сибирь                                  | Сибирь                                  | Сибирь                                  | 3                                       |               |               |                            |                            |                            |                            |                            |                            |                            |                            |                            |                            | в1 | Трактор   | Трактор    | Трактор    | Трактор    | Трактор    | Трактор    | Трактор    | Трактор    | 4          |            |            |    |           |                      |                      |                      |                      |                      |                      |                      |                      |                      |                      |
|  |                                         |                                         |                                         |                                         |                                         |                                         |                                         |                                         |                                         |                                         |               |               |                            |                            |                            |                            |                            |                            |                            |                            |                            |                            | в1 | Трактор   | Трактор    | Трактор    | Трактор    | Трактор    | Трактор    | Трактор    | Трактор    | 4          |            |            |    |           |                      |                      |                      |                      |                      |                      |                      |                      |                      |                      |
|  |                                         |                                         | з2                                      | Динамо М                                | Динамо М                                | Динамо М                                | Динамо М                                | Динамо М                                | Динамо М                                | Динамо М                                | Динамо М      | 1             |                            |                            |                            |                            |                            |                            |                            |                            |                            |                            |    |           |            |            |            |            |            |            |            |            |            |            |    |           |                      |                      |                      |                      |                      |                      |                      |                      |                      |                      |
|  | 3                                       | Металлург Мг                            | Металлург Мг                            | Металлург Мг                            | Металлург Мг                            | Металлург Мг                            | Металлург Мг                            | Металлург Мг                            | Металлург Мг                            | Динамо М                                | Динамо М      | 1             | 2                          |                            |                            |                            |                            |                            |                            |                            |                            |                            |    |           |            |            |            |            |            |            |            |            |            |            |    |           |                      |                      |                      |                      |                      |                      |                      |                      |                      |                      |
|  | 3                                       | Металлург Мг                            | Металлург Мг                            | Металлург Мг                            | Металлург Мг                            | Металлург Мг                            | Металлург Мг                            | Металлург Мг                            | Металлург Мг                            |                                         |               |               | 2                          |                            |                            |                            |                            |                            |                            |                            |                            |                            |    |           |            |            |            |            |            |            |            |            |            |            |    |           |                      |                      |                      |                      |                      |                      |                      |                      |                      |                      |
|  | 6                                       | Авангард                                | Авангард                                | Авангард                                | Авангард                                | Авангард                                | Авангард                                | Авангард                                | Авангард                                | 4                                       |               |               |                            |                            |                            |                            |                            |                            |                            |                            |                            |                            |    |           |            |            |            |            |            |            |            |            |            |            |    |           |                      |                      |                      |                      |                      |                      |                      |                      |                      |                      |
|  | 6                                       | Авангард                                | Авангард                                | Авангард                                | Авангард                                | Авангард                                | Авангард                                | Авангард                                | Авангард                                | 4                                       | з2            | Динамо М      | Динамо М                   | Динамо М                   | Динамо М                   | Динамо М                   | Динамо М                   | Динамо М                   | Динамо М                   | 4                          |                            |                            |    |           |            |            |            |            |            |            |            |            |            |            |    |           |                      |                      |                      |                      |                      |                      |                      |                      |                      |                      |
|  |                                         |                                         |                                         |                                         |                                         |                                         |                                         |                                         |                                         |                                         | з2            | Динамо М      | Динамо М                   | Динамо М                   | Динамо М                   | Динамо М                   | Динамо М                   | Динамо М                   | Динамо М                   | 4                          |                            |                            |    |           |            |            |            |            |            |            |            |            |            |            |    |           |                      |                      |                      |                      |                      |                      |                      |                      |                      |                      |
|  |                                         |                                         | в3                                      | Ак Барс                                 | Ак Барс                                 | Ак Барс                                 | Ак Барс                                 | Ак Барс                                 | Ак Барс                                 | Ак Барс                                 | Ак Барс       | 2             |                            |                            |                            |                            |                            |                            |                            |                            |                            |                            |    |           |            |            |            |            |            |            |            |            |            |            |    |           |                      |                      |                      |                      |                      |                      |                      |                      |                      |                      |
|  | 4                                       | Автомобилист                            | Автомобилист                            | Автомобилист                            | Автомобилист                            | Автомобилист                            | Автомобилист                            | Автомобилист                            | Автомобилист                            | Ак Барс                                 | Ак Барс       | 2             | 3                          |                            |                            |                            |                            |                            |                            |                            |                            |                            |    |           |            |            |            |            |            |            |            |            |            |            |    |           |                      |                      |                      |                      |                      |                      |                      |                      |                      |                      |
|  | 4                                       | Автомобилист                            | Автомобилист                            | Автомобилист                            | Автомобилист                            | Автомобилист                            | Автомобилист                            | Автомобилист                            | Автомобилист                            |                                         |               |               | 3                          |                            |                            |                            |                            |                            |                            |                            |                            |                            |    |           |            |            |            |            |            |            |            |            |            |            |    |           |                      |                      |                      |                      |                      |                      |                      |                      |                      |                      |
|  | 5                                       | Ак Барс                                 | Ак Барс                                 | Ак Барс                                 | Ак Барс                                 | Ак Барс                                 | Ак Барс                                 | Ак Барс                                 | Ак Барс                                 | 4                                       |               |               |                            |                            |                            |                            |                            |                            |                            |                            |                            |                            |    |           |            |            |            |            |            |            |            |            |            |            |    |           |                      |                      |                      |                      |                      |                      |                      |                      |                      |                      |

## 1/8 финала (четвертьфиналы конференций)
Время начала матчей дано по московскому времени (UTC+3).

### Восточная конференция

#### (1) «Трактор» — (8) «Адмирал»
Пара определилась 23 марта после победы «Нефтехимика» над «Адмиралом» со счётом 7:2.

Команды встретились в 1/8 финала Кубка Гагарина впервые в истории.
| 27 марта 2025 17:00 | Трактор | 4 : 5 (0:2, 2:2, 2:1) | Адмирал | Ледовая арена «Трактор», Челябинск Зрителей: 7500 |

| Отчёт  | Отчёт                    | Отчёт   | Отчёт                        | Отчёт |
| ------ | ------------------------ | ------- | ---------------------------- | ----- |
|        |                          |         |                              |       |
|        | Зак Фукале 00:00 - 58:00 | Вратари | Андрей Мишуров 00:00 - 60:00 |       |
|        |                          |         |                              |       |
|        |                          |         |                              |       |
|        |                          |         |                              |       |
|        |                          |         |                              |       |
|        |                          |         |                              |       |
| 12 мин | Штраф                    | 10 мин  |                              |       |
|        |                          |         |                              |       |
|        | 36                       | Броски  | 23                           |       |

| 29 марта 2025 14:30 | Трактор | 2 : 1 (ОТ) (0:0, 1:1, 0:0, 1:0) | Адмирал | Ледовая арена «Трактор», Челябинск Зрителей: 7500 |

| Отчёт | Отчёт                    | Отчёт   | Отчёт                        | Отчёт                                                                                |
| ----- | ------------------------ | ------- | ---------------------------- | ------------------------------------------------------------------------------------ |
|       |                          |         |                              |                                                                                      |
|       | Зак Фукале 00:00 - 65:00 | Вратари | Андрей Мишуров 00:00 - 65:00 | Судьи: Владимир Мочалов Виктор Гашилов Линейные судьи: Егор Седов Александр Чернышёв |
|       |                          |         |                              | Судьи: Владимир Мочалов Виктор Гашилов Линейные судьи: Егор Седов Александр Чернышёв |
|       |                          |         |                              | Судьи: Владимир Мочалов Виктор Гашилов Линейные судьи: Егор Седов Александр Чернышёв |
|       |                          |         |                              | Судьи: Владимир Мочалов Виктор Гашилов Линейные судьи: Егор Седов Александр Чернышёв |
|       |                          |         |                              | Судьи: Владимир Мочалов Виктор Гашилов Линейные судьи: Егор Седов Александр Чернышёв |
|       |                          |         |                              | Судьи: Владимир Мочалов Виктор Гашилов Линейные судьи: Егор Седов Александр Чернышёв |
|       |                          |         |                              | Судьи: Владимир Мочалов Виктор Гашилов Линейные судьи: Егор Седов Александр Чернышёв |
|       |                          |         |                              |                                                                                      |

| 31 марта 2025 12:30 | Адмирал | 4 : 3 (ОТ) (2:0, 1:2, 0:1, 1:0) | Трактор | Фетисов Арена, Владивосток Зрителей: 5630 |

| Отчёт | Отчёт                        | Отчёт   | Отчёт                    | Отчёт                                                                                     |
| ----- | ---------------------------- | ------- | ------------------------ | ----------------------------------------------------------------------------------------- |
|       |                              |         |                          |                                                                                           |
|       | Андрей Мишуров 00:00 - 65:00 | Вратари | Зак Фукале 00:00 - 65:00 | Судьи: Евгений Гамалей Евгений Кочетов Линейные судьи: Валентин Зайцев Роман Славиковский |
|       |                              |         |                          | Судьи: Евгений Гамалей Евгений Кочетов Линейные судьи: Валентин Зайцев Роман Славиковский |
|       |                              |         |                          | Судьи: Евгений Гамалей Евгений Кочетов Линейные судьи: Валентин Зайцев Роман Славиковский |
|       |                              |         |                          | Судьи: Евгений Гамалей Евгений Кочетов Линейные судьи: Валентин Зайцев Роман Славиковский |
|       |                              |         |                          | Судьи: Евгений Гамалей Евгений Кочетов Линейные судьи: Валентин Зайцев Роман Славиковский |
|       |                              |         |                          | Судьи: Евгений Гамалей Евгений Кочетов Линейные судьи: Валентин Зайцев Роман Славиковский |
|       |                              |         |                          | Судьи: Евгений Гамалей Евгений Кочетов Линейные судьи: Валентин Зайцев Роман Славиковский |
|       |                              |         |                          |                                                                                           |

| 2 апреля 2025 12:30 | Адмирал | 3 : 7 (3:1, 0:4, 0:2) | Трактор | Фетисов Арена, Владивосток Зрителей: 5680 |

| Отчёт | Отчёт                        | Отчёт   | Отчёт                     | Отчёт                                                                                  |
| ----- | ---------------------------- | ------- | ------------------------- | -------------------------------------------------------------------------------------- |
|       |                              |         |                           |                                                                                        |
|       | Андрей Мишуров 00:00 - 54:19 | Вратари | Зак Фукале '00:00 - 60:00 | Судьи: Антон Гофман Евгений Кочетов Линейные судьи: Валентин Зайцев Роман Славиковский |
|       |                              |         |                           | Судьи: Антон Гофман Евгений Кочетов Линейные судьи: Валентин Зайцев Роман Славиковский |
|       |                              |         |                           | Судьи: Антон Гофман Евгений Кочетов Линейные судьи: Валентин Зайцев Роман Славиковский |
|       |                              |         |                           | Судьи: Антон Гофман Евгений Кочетов Линейные судьи: Валентин Зайцев Роман Славиковский |
|       |                              |         |                           | Судьи: Антон Гофман Евгений Кочетов Линейные судьи: Валентин Зайцев Роман Славиковский |
|       |                              |         |                           | Судьи: Антон Гофман Евгений Кочетов Линейные судьи: Валентин Зайцев Роман Славиковский |
|       |                              |         |                           | Судьи: Антон Гофман Евгений Кочетов Линейные судьи: Валентин Зайцев Роман Славиковский |
|       |                              |         |                           |                                                                                        |

| 4 апреля 2025 17:00 | Трактор | 5 : 4 (ОТ) (0:3, 0:1, 4:0, 1:0) | Адмирал | Ледовая арена «Трактор», Челябинск Зрителей: 7500 |

| Отчёт | Отчёт                     | Отчёт   | Отчёт                        | Отчёт                                                                                   |
| ----- | ------------------------- | ------- | ---------------------------- | --------------------------------------------------------------------------------------- |
|       |                           |         |                              |                                                                                         |
|       | Зак Фукале '00:00 - 61:31 | Вратари | Андрей Мишуров 00:00 - 61:31 | Судьи: Евгений Ромасько Владимир Мочалов Линейные судьи: Дмитрий Осипов Илья Колясников |
|       |                           |         |                              | Судьи: Евгений Ромасько Владимир Мочалов Линейные судьи: Дмитрий Осипов Илья Колясников |
|       |                           |         |                              | Судьи: Евгений Ромасько Владимир Мочалов Линейные судьи: Дмитрий Осипов Илья Колясников |
|       |                           |         |                              | Судьи: Евгений Ромасько Владимир Мочалов Линейные судьи: Дмитрий Осипов Илья Колясников |
|       |                           |         |                              | Судьи: Евгений Ромасько Владимир Мочалов Линейные судьи: Дмитрий Осипов Илья Колясников |
|       |                           |         |                              | Судьи: Евгений Ромасько Владимир Мочалов Линейные судьи: Дмитрий Осипов Илья Колясников |
|       |                           |         |                              | Судьи: Евгений Ромасько Владимир Мочалов Линейные судьи: Дмитрий Осипов Илья Колясников |
|       |                           |         |                              |                                                                                         |

| 6 апреля 2025 10:00 | Адмирал | 0 : 2 (0:0, 0:1, 0:1) | Трактор | Фетисов Арена, Владивосток Зрителей: 5445 |

| Отчёт | Отчёт | Отчёт | Отчёт | Отчёт |
| ----- | ----- | ----- | ----- | ----- |
|       |       |       |       |       |
|       |       |       |       |       |
|       |       |       |       |       |
|       |       |       |       |       |
|       |       |       |       |       |
|       |       |       |       |       |
|       |       |       |       |       |
|       |       |       |       |       |
|       |       |       |       |       |

#### (2) «Салават Юлаев» — (7) «Сибирь»
Пара определилась 23 марта после победы «Нефтехимика» над «Адмиралом» со счётом 7:2.
Команды встретились в 1/8 финала Кубка Гагарина в третий раз в истории (в предыдущий раз — в 2011 году и в 2022 году).
| 27 марта 2025 17:00 | Салават Юлаев | 7 : 0 (1:0, 3:0, 3:0) | Сибирь | Уфа-Арена, Уфа Зрителей: 8034 |

| Отчёт | Отчёт                           | Отчёт   | Отчёт                                                    | Отчёт                                                                                  |
| --- | ------------------------------- | ------- | -------------------------------------------------------- | -------------------------------------------------------------------------------------- |
| |                                 |         |                                                          |                                                                                        |
| | Александр Самонов — 00:00-60:00 | Вратари | 00:00-38:48 — Денис Костин 38:48-60:00 — Антон Красоткин | Судьи: Антон Лаврентьев Александр Сергеев Линейные судьи: Максим Берсенёв Евгений Юдин |
| | Голы:                           |         |                                                          | Судьи: Антон Лаврентьев Александр Сергеев Линейные судьи: Максим Берсенёв Евгений Юдин |
| Алексей Василевский — 16:49 (Нэйтан Тодд, Скотт Уилсон) Артём Горшков — 27:29 (Валдислав Ефремов, Артём Пименов) Александр Хмелевский — 36:35 (Джошуа Ливо, Нэйтан Тодд) Шелдон Ремпал — 38:48 (Нэйтан Тодд) Нэйтан Тодд — 51:47 (Джошуа Ливо, Алексей Василевский) Александр Хмелевский — 52:43 (Шелдон Ремпал) Артём Набиев — 55:53 (Егор Сучков) | 1:0 2:0 3:0 4:0 5:0 6:0 7:0     |         |                                                          | Судьи: Антон Лаврентьев Александр Сергеев Линейные судьи: Максим Берсенёв Евгений Юдин |
| |                                 |         |                                                          | Судьи: Антон Лаврентьев Александр Сергеев Линейные судьи: Максим Берсенёв Евгений Юдин |
| |                                 |         |                                                          | Судьи: Антон Лаврентьев Александр Сергеев Линейные судьи: Максим Берсенёв Евгений Юдин |
| |                                 |         |                                                          | Судьи: Антон Лаврентьев Александр Сергеев Линейные судьи: Максим Берсенёв Евгений Юдин |
| 2 мин | Штраф                           | 20 мин  |                                                          | Судьи: Антон Лаврентьев Александр Сергеев Линейные судьи: Максим Берсенёв Евгений Юдин |
| |                                 |         |                                                          |                                                                                        |
| | 35                              | Броски  | 22                                                       |                                                                                        |

| 29 марта 2025 14:30 | Салават Юлаев | 8 : 2 (2:2, 4:0, 2:0) | Сибирь | Уфа-Арена, Уфа Зрителей: 8518 |

| Отчёт | Отчёт                                   | Отчёт                                                                                               | Отчёт                                                    | Отчёт                                                                              |
| --- | --------------------------------------- | --------------------------------------------------------------------------------------------------- | -------------------------------------------------------- | ---------------------------------------------------------------------------------- |
| |                                         | |                                                          |                                                                                    |
| | Александр Самонов — 00:00-60:00         | Вратари                                                                                             | 00:00-33:16 — Денис Костин 33:16-60:00 — Антон Красоткин | Судьи: Евгений Гамалей Сергей Морозов Линейные судьи: Максим Берсенёв Евгений Юдин |
| | Голы:                                   | |                                                          | Судьи: Евгений Гамалей Сергей Морозов Линейные судьи: Максим Берсенёв Евгений Юдин |
| (бол.) Александр Хмелевский — 04:53 (Джошуа Ливо, Скотт Уилсон) (бол.) Скотт Уилсон — 14:04 (Александр Хмелевский, Шелдон Ремпал) Скотт Уилсон — 26:19 (Джошуа Ливо) Скотт Уилсон — 30:23 (Джошуа Ливо) Ильдан Газимов — 33:16 (Артём Набиев) Валдислав Ефремов — 38:07 (Артём Пименов) (бол.) Шелдон Ремпал — 52:04 (Джошуа Ливо, Скотт Уилсон) (бол.) Нэйтан Тодд — 56:38 (Джошуа Ливо, Скотт Уилсон) | 0:1 0:2 1:2 2:2 3:2 4:2 5:2 6:2 7:2 8:2 | 02:06 — Тревор Мёрфи (бол.) (Сергей Широков) 02:54 — Владислав Кара (Валентин Пьянов, Тревор Мёрфи) |                                                          | Судьи: Евгений Гамалей Сергей Морозов Линейные судьи: Максим Берсенёв Евгений Юдин |
| |                                         | |                                                          | Судьи: Евгений Гамалей Сергей Морозов Линейные судьи: Максим Берсенёв Евгений Юдин |
| |                                         | |                                                          | Судьи: Евгений Гамалей Сергей Морозов Линейные судьи: Максим Берсенёв Евгений Юдин |
| |                                         | |                                                          | Судьи: Евгений Гамалей Сергей Морозов Линейные судьи: Максим Берсенёв Евгений Юдин |
| 6 мин | Штраф                                   | 18 мин                                                                                              |                                                          | Судьи: Евгений Гамалей Сергей Морозов Линейные судьи: Максим Берсенёв Евгений Юдин |
| |                                         | |                                                          |                                                                                    |
| | 39                                      | Броски                                                                                              | 18                                                       |                                                                                    |

| 31 марта 2025 15:30 | Сибирь | 2 : 0 (1:0, 0:0, 1:0) | Салават Юлаев | Сибирь-Арена, Новосибирск Зрителей: 11 446 |

| Отчёт | Отчёт                                                    | Отчёт   | Отчёт                           | Отчёт                                                                                  |
| ----- | -------------------------------------------------------- | ------- | ------------------------------- | -------------------------------------------------------------------------------------- |
|       |                                                          |         |                                 |                                                                                        |
|       | 00:00-20:00 — Антон Красоткин 20:00-60:00 — Денис Костин | Вратари | Александр Самонов — 00:00-59:48 | Судьи: Александр Соин Александр В. Сергеев Линейные судьи: Дмитрий Шишло Дмитрий Сивов |
|       |                                                          |         |                                 | Судьи: Александр Соин Александр В. Сергеев Линейные судьи: Дмитрий Шишло Дмитрий Сивов |
|       |                                                          |         |                                 | Судьи: Александр Соин Александр В. Сергеев Линейные судьи: Дмитрий Шишло Дмитрий Сивов |
|       |                                                          |         |                                 | Судьи: Александр Соин Александр В. Сергеев Линейные судьи: Дмитрий Шишло Дмитрий Сивов |
|       |                                                          |         |                                 | Судьи: Александр Соин Александр В. Сергеев Линейные судьи: Дмитрий Шишло Дмитрий Сивов |
|       |                                                          |         |                                 | Судьи: Александр Соин Александр В. Сергеев Линейные судьи: Дмитрий Шишло Дмитрий Сивов |
|       |                                                          |         |                                 | Судьи: Александр Соин Александр В. Сергеев Линейные судьи: Дмитрий Шишло Дмитрий Сивов |
|       |                                                          |         |                                 |                                                                                        |

| 2 апреля 2025 15:30 | Сибирь | 2 : 1 (0:0, 2:0, 0:1) | Салават Юлаев | Сибирь-Арена, Новосибирск Зрителей: 11 491 |

| Отчёт | Отчёт                      | Отчёт   | Отчёт                           | Отчёт                                                                          |
| ----- | -------------------------- | ------- | ------------------------------- | ------------------------------------------------------------------------------ |
|       |                            |         |                                 |                                                                                |
|       | Денис Костин — 00:00-60:00 | Вратари | Александр Самонов — 00:00-57:59 | Судьи: Александр Соин Глеб Лазарев Линейные судьи: Дмитрий Сивов Дмитрий Шишло |
|       |                            |         |                                 | Судьи: Александр Соин Глеб Лазарев Линейные судьи: Дмитрий Сивов Дмитрий Шишло |
|       |                            |         |                                 | Судьи: Александр Соин Глеб Лазарев Линейные судьи: Дмитрий Сивов Дмитрий Шишло |
|       |                            |         |                                 | Судьи: Александр Соин Глеб Лазарев Линейные судьи: Дмитрий Сивов Дмитрий Шишло |
|       |                            |         |                                 | Судьи: Александр Соин Глеб Лазарев Линейные судьи: Дмитрий Сивов Дмитрий Шишло |
|       |                            |         |                                 | Судьи: Александр Соин Глеб Лазарев Линейные судьи: Дмитрий Сивов Дмитрий Шишло |
|       |                            |         |                                 | Судьи: Александр Соин Глеб Лазарев Линейные судьи: Дмитрий Сивов Дмитрий Шишло |
|       |                            |         |                                 |                                                                                |

| 4 апреля 2025 17:00 | Салават Юлаев | 5 : 2 (1:1, 1:0, 3:1) | Сибирь | Уфа-Арена, Уфа Зрителей: 8519 |

| Отчёт | Отчёт                           | Отчёт   | Отчёт                      | Отчёт                                                                                    |
| ----- | ------------------------------- | ------- | -------------------------- | ---------------------------------------------------------------------------------------- |
|       |                                 |         |                            |                                                                                          |
|       | Александр Самонов — 00:00-60:00 | Вратари | Денис Костин — 00:00-57:44 | Судьи: Виктор Гашилов Сергей Морозов Линейные судьи: Роман Славиковский Максим Строганов |
|       |                                 |         |                            | Судьи: Виктор Гашилов Сергей Морозов Линейные судьи: Роман Славиковский Максим Строганов |
|       |                                 |         |                            | Судьи: Виктор Гашилов Сергей Морозов Линейные судьи: Роман Славиковский Максим Строганов |
|       |                                 |         |                            | Судьи: Виктор Гашилов Сергей Морозов Линейные судьи: Роман Славиковский Максим Строганов |
|       |                                 |         |                            | Судьи: Виктор Гашилов Сергей Морозов Линейные судьи: Роман Славиковский Максим Строганов |
|       |                                 |         |                            | Судьи: Виктор Гашилов Сергей Морозов Линейные судьи: Роман Славиковский Максим Строганов |
|       |                                 |         |                            | Судьи: Виктор Гашилов Сергей Морозов Линейные судьи: Роман Славиковский Максим Строганов |
|       |                                 |         |                            |                                                                                          |

| 6 апреля 2025 13:30 | Сибирь | 5 : 2 | Салават Юлаев | Сибирь-Арена, Новосибирск Зрителей: 11 589 |

| Отчёт | Отчёт | Отчёт | Отчёт | Отчёт |
| ----- | ----- | ----- | ----- | ----- |
|       |       |       |       |       |
|       |       |       |       |       |
|       |       |       |       |       |
|       |       |       |       |       |
|       |       |       |       |       |
|       |       |       |       |       |
|       |       |       |       |       |
|       |       |       |       |       |
|       |       |       |       |       |

| 8 апреля 2025 17:00 | Салават Юлаев | 2 : 1 | Сибирь | Сибирь-Арена, Новосибирск Зрителей: 8522 |

| Отчёт | Отчёт | Отчёт | Отчёт | Отчёт |
| ----- | ----- | ----- | ----- | ----- |
|       |       |       |       |       |
|       |       |       |       |       |
|       |       |       |       |       |
|       |       |       |       |       |
|       |       |       |       |       |
|       |       |       |       |       |
|       |       |       |       |       |
|       |       |       |       |       |
|       |       |       |       |       |

#### (3) «Металлург» — (6) «Авангард»
Пара определилась 22 марта после победы «Ак Барса» над «Сибирью» со счётом 3:2 в овертайме.
Команды встретились в 1/8 финала Кубка Гагарина впервые в истории.
| 26 марта 2025 17:00 | Металлург | 1 : 4 (0:2, 0:1, 1:1) | Авангард | Арена Металлург, Магнитогорск Зрителей: 7332 |

| Отчёт                                                        | Отчёт                      | Отчёт | Отчёт                           | Отчёт                                                                               |
| ------------------------------------------------------------ | -------------------------- | --- | ------------------------------- | ----------------------------------------------------------------------------------- |
|                                                              |                            | |                                 |                                                                                     |
|                                                              | Илья Набоков — 00:00-58:48 | Вратари | 00:00-60:00 — Никита Серебряков | Судьи: Гашилов Виктор Беляев Дмитрий Линейные судьи: Осипов Дмитрий Колясников Илья |
|                                                              | Голы:                      | |                                 | Судьи: Гашилов Виктор Беляев Дмитрий Линейные судьи: Осипов Дмитрий Колясников Илья |
| (бол.) Даниил Вовченко — 40:03 (Роман Канцеров, Люк Джонсон) | 0:1 0:2 0:3 1:3 1:4        | 02:44 — Николай Прохоркин (Наиль Якупов) 05:46 — Константин Окулов (Семён Чистяков, Майкл Маклауд) 35:49 — Семён Чистяков (Николай Прохоркин, Даниил Чайка) 57:25 — Дамир Шарипзянов (мен.) (Семён Чистяков, Майкл Маклауд) |                                 | Судьи: Гашилов Виктор Беляев Дмитрий Линейные судьи: Осипов Дмитрий Колясников Илья |
|                                                              |                            | |                                 | Судьи: Гашилов Виктор Беляев Дмитрий Линейные судьи: Осипов Дмитрий Колясников Илья |
|                                                              |                            | |                                 | Судьи: Гашилов Виктор Беляев Дмитрий Линейные судьи: Осипов Дмитрий Колясников Илья |
|                                                              |                            | |                                 | Судьи: Гашилов Виктор Беляев Дмитрий Линейные судьи: Осипов Дмитрий Колясников Илья |
| 8 мин                                                        | Штраф                      | 10 мин |                                 | Судьи: Гашилов Виктор Беляев Дмитрий Линейные судьи: Осипов Дмитрий Колясников Илья |
|                                                              |                            | |                                 |                                                                                     |
|                                                              | 38                         | Броски | 24                              |                                                                                     |

| 28 марта 2025 17:00 | Металлург | 2 : 3 (ОТ) (1:1, 1:1, 0:0, 0:1) | Авангард | Арена Металлург, Магнитогорск Зрителей: 7500 |

| Отчёт | Отчёт                      | Отчёт | Отчёт                           | Отчёт                                                                                  |
| --- | -------------------------- | --- | ------------------------------- | -------------------------------------------------------------------------------------- |
| |                            | |                                 |                                                                                        |
| | Илья Набоков — 00:00-73:56 | Вратари | 00:00-73:56 — Никита Серебряков | Судьи: Александр Дударов Александр Соин Линейные судьи: Илья Колясников Дмитрий Осипов |
| | Голы:                      | |                                 | Судьи: Александр Дударов Александр Соин Линейные судьи: Илья Колясников Дмитрий Осипов |
| Игорь Гераськин — 03:50 (Данила Паливко, Алексей Маклюков) Трой Джозефс — 23:33 (Даниил Вовченко, Данила Паливко) | 1:0 1:2 :1 2:2 2:3         | 09:08 — Николай Прохоркин (Михаил Гуляев) 32:39 — Рид Буше (мен.) (Семён Чистяков, Илья Каблуков) 73:56 — Владимир Ткачёв (Майкл Маклауд, Рид Буше) |                                 | Судьи: Александр Дударов Александр Соин Линейные судьи: Илья Колясников Дмитрий Осипов |
| |                            | |                                 | Судьи: Александр Дударов Александр Соин Линейные судьи: Илья Колясников Дмитрий Осипов |
| |                            | |                                 | Судьи: Александр Дударов Александр Соин Линейные судьи: Илья Колясников Дмитрий Осипов |
| |                            | |                                 | Судьи: Александр Дударов Александр Соин Линейные судьи: Илья Колясников Дмитрий Осипов |
| 14 мин | Штраф                      | 19 мин |                                 | Судьи: Александр Дударов Александр Соин Линейные судьи: Илья Колясников Дмитрий Осипов |
| |                            | |                                 |                                                                                        |
| | 44                         | Броски | 38                              |                                                                                        |

| 30 марта 2025 14:00 | Авангард | 2 : 1 (ОТ) (0:0, 1:1, 0:0, 1:0) | Металлург | G-Drive Арена, Омск Зрителей: 12 011 |

| Отчёт                                                               | Отчёт                          | Отчёт                                                     | Отчёт                           | Отчёт                                                                              |
| ------------------------------------------------------------------- | ------------------------------ | --------------------------------------------------------- | ------------------------------- | ---------------------------------------------------------------------------------- |
|                                                                     |                                |                                                           |                                 |                                                                                    |
|                                                                     | Александр Смолин — 00:00-72:00 | Вратари                                                   | 00:00-72:00 — Никита Серебряков | Судьи: Сергей Беляев Сергей Юдаков Линейные судьи: Никита Вилюгин Максим Строганов |
|                                                                     | Голы:                          |                                                           |                                 | Судьи: Сергей Беляев Сергей Юдаков Линейные судьи: Никита Вилюгин Максим Строганов |
| Константин Окулов — 36:03 (Владимир Ткачёв) Владимир Ткачёв — 72:00 | 0:1 :1 2:1                     | 29:45 — Никита Михайлис (Денис Зернов, Александр Петунин) |                                 | Судьи: Сергей Беляев Сергей Юдаков Линейные судьи: Никита Вилюгин Максим Строганов |
|                                                                     |                                |                                                           |                                 | Судьи: Сергей Беляев Сергей Юдаков Линейные судьи: Никита Вилюгин Максим Строганов |
|                                                                     |                                |                                                           |                                 | Судьи: Сергей Беляев Сергей Юдаков Линейные судьи: Никита Вилюгин Максим Строганов |
|                                                                     |                                |                                                           |                                 | Судьи: Сергей Беляев Сергей Юдаков Линейные судьи: Никита Вилюгин Максим Строганов |
| 4 мин                                                               | Штраф                          | 8 мин                                                     |                                 | Судьи: Сергей Беляев Сергей Юдаков Линейные судьи: Никита Вилюгин Максим Строганов |
|                                                                     |                                |                                                           |                                 |                                                                                    |
|                                                                     | 42                             | Броски                                                    | 32                              |                                                                                    |

| 1 апреля 2025 16:30 | Авангард | 1 : 3 (1:0, 0:0, 0:3) | Металлург | G-Drive Арена, Омск Зрителей: 12 011 |

| Отчёт | Отчёт                          | Отчёт   | Отчёт                      | Отчёт |
| ----- | ------------------------------ | ------- | -------------------------- | ----- |
|       |                                |         |                            |       |
|       | Никита Серебряков —00:00-58:24 | Вратари | Илья Набоков — 00:00-60:00 |       |
|       |                                |         |                            |       |
|       |                                |         |                            |       |
|       |                                |         |                            |       |
|       |                                |         |                            |       |
|       |                                |         |                            |       |
| 2 мин | Штраф                          | 2 мин   |                            |       |
|       |                                |         |                            |       |
|       | 23                             | Броски  | 25                         |       |

| 3 апреля 2025 17:00 | Металлург | 3 : 1 (2:0, 0:1, 1:0) | Авангард | Арена Металлург, Магнитогорск Зрителей: 7 500 |

| Отчёт | Отчёт | Отчёт  | Отчёт | Отчёт |
| ----- | ----- | ------ | ----- | ----- |
|       |       |        |       |       |
|       |       |        |       |       |
|       |       |        |       |       |
|       |       |        |       |       |
|       |       |        |       |       |
|       |       |        |       |       |
|       |       |        |       |       |
| 7 мин | Штраф | 13 мин |       |       |
|       |       |        |       |       |
|       | 29    | Броски | 32    |       |

| 5 апреля 2025 14:00 | Авангард | 3 : 2 | Металлург | G-Drive Арена, Омск |

| Отчёт | Отчёт | Отчёт | Отчёт | Отчёт |
| ----- | ----- | ----- | ----- | ----- |
|       |       |       |       |       |
|       |       |       |       |       |
|       |       |       |       |       |
|       |       |       |       |       |
|       |       |       |       |       |
|       |       |       |       |       |
|       |       |       |       |       |
|       |       |       |       |       |
|       |       |       |       |       |

#### (4) «Автомобилист» — (5) «Ак Барс»
Пара определилась 22 марта после победы «Автомобилиста» над магнитогорским «Металлургом» со счётом 3:2.
Команды встретились в плей-офф Кубка Гагарина в третий раз в истории (в предыдущий раз — в 2015 году и в 2024 году).
| 26 марта 2025 17:00 | Автомобилист | 1 : 4 (0:1, 0:2, 1:1) | Ак Барс | УГМК-Арена, Екатеринбург Зрителей: 11 224 |

| Отчёт                                                        | Отчёт                                                                                  | Отчёт | Отчёт                       | Отчёт                                                                             |
| ------------------------------------------------------------ | -------------------------------------------------------------------------------------- | --- | --------------------------- | --------------------------------------------------------------------------------- |
|                                                              |                                                                                        | |                             |                                                                                   |
|                                                              | Евгений Аликин — 00:00-54:38 Евгений Аликин — 56:21-56:35 Евгений Аликин — 58:14-60:00 | Вратари | 00:00-60:00 — Тимур Билялов | Судьи: Виктор Бирин Евгений Гамалей Линейные судьи: Никита Вилюгин Никита Поляков |
|                                                              | Голы:                                                                                  | |                             | Судьи: Виктор Бирин Евгений Гамалей Линейные судьи: Никита Вилюгин Никита Поляков |
| (бол.) Александр Шаров — 56:21 (Стефан Да Коста, Даррен Диц) | 0:1 0:2 0:3 1:3 1:4                                                                    | 15:58 — Алексей Пустозёров (бол.) (Николас Петан, Никита Лямкин) 20:10 — Александр Барабанов (Илья Сафонов) 34:45 — Никита Лямкин (Дмитрий Яшкин, Кирилл Семёнов) 58:14 — Артём Галимов (п.в.) |                             | Судьи: Виктор Бирин Евгений Гамалей Линейные судьи: Никита Вилюгин Никита Поляков |
|                                                              |                                                                                        | |                             | Судьи: Виктор Бирин Евгений Гамалей Линейные судьи: Никита Вилюгин Никита Поляков |
|                                                              |                                                                                        | |                             | Судьи: Виктор Бирин Евгений Гамалей Линейные судьи: Никита Вилюгин Никита Поляков |
|                                                              |                                                                                        | |                             | Судьи: Виктор Бирин Евгений Гамалей Линейные судьи: Никита Вилюгин Никита Поляков |
| 10 мин                                                       | Штраф                                                                                  | 10 мин |                             | Судьи: Виктор Бирин Евгений Гамалей Линейные судьи: Никита Вилюгин Никита Поляков |
|                                                              |                                                                                        | |                             |                                                                                   |
|                                                              | 37                                                                                     | Броски | 26                          |                                                                                   |

| 28 марта 2025 17:00 | Автомобилист | 4 : 3 (2:0, 1:1, 1:2) | Ак Барс | УГМК-Арена, Екатеринбург Зрителей: 11 458 |

| Отчёт | Отчёт                        | Отчёт | Отчёт                       | Отчёт                                                                           |
| --- | ---------------------------- | --- | --------------------------- | ------------------------------------------------------------------------------- |
| |                              | |                             |                                                                                 |
| | Евгений Аликин — 00:00-60:00 | Вратари | 00:00-58:32 — Тимур Билялов | Судьи: Сергей Юдаков Денис Наумов Линейные судьи: Никита Вилюгин Никита Поляков |
| | Голы:                        | |                             | Судьи: Сергей Юдаков Денис Наумов Линейные судьи: Никита Вилюгин Никита Поляков |
| Александр Шаров — 11:01 (Брукс Мэйсек, Семён Кизимов) Ник Меркли — 19:29 (Алексей Бывальцев, Анатолий Голышев) Брукс Мэйсек — 23:12 (Стефан Да Коста) Алексей Бывальцев — 45:35 (Артём Каштанов, Даррен Диц) | 1:0 2:0 3:0 3:1 3:2 4:2 4:3  | 29:09 — Степан Фальковский (Егор Коршков, Эрик О’Делл) 43:39 — Кирилл Семёнов (Митчелл Миллер) 46:29 — Дмитрий Яшкин (Митчелл Миллер, Александр Барабанов) |                             | Судьи: Сергей Юдаков Денис Наумов Линейные судьи: Никита Вилюгин Никита Поляков |
| |                              | |                             | Судьи: Сергей Юдаков Денис Наумов Линейные судьи: Никита Вилюгин Никита Поляков |
| |                              | |                             | Судьи: Сергей Юдаков Денис Наумов Линейные судьи: Никита Вилюгин Никита Поляков |
| |                              | |                             | Судьи: Сергей Юдаков Денис Наумов Линейные судьи: Никита Вилюгин Никита Поляков |
| 10 мин | Штраф                        | 14 мин |                             | Судьи: Сергей Юдаков Денис Наумов Линейные судьи: Никита Вилюгин Никита Поляков |
| |                              | |                             |                                                                                 |
| | 31                           | Броски | 34                          |                                                                                 |

| 30 марта 2025 17:00 | Ак Барс | 2 : 3 (2ОТ) (0:1, 0:1, 2:0, 0:0, 0:1) | Автомобилист | Татнефть Арена, Казань Зрителей: 8538 |

| Отчёт                                                                             | Отчёт                       | Отчёт | Отчёт                        | Отчёт                                                                             |
| --------------------------------------------------------------------------------- | --------------------------- | --- | ---------------------------- | --------------------------------------------------------------------------------- |
|                                                                                   |                             | |                              |                                                                                   |
|                                                                                   | Тимур Билялов — 00:00-92:50 | Вратари | 00:00-92:50 — Евгений Аликин | Судьи: Алексей Васильев Иван Фатеев Линейные судьи: Никита Новиков Торнике Кучава |
|                                                                                   | Голы:                       | |                              | Судьи: Алексей Васильев Иван Фатеев Линейные судьи: Никита Новиков Торнике Кучава |
| Дмитрий Кателевский — 49:49 Дмитрий Яшкин — 50:35 (Николас Петан, Митчелл Миллер) | 0:1 0:2 1:2 2:2 2:3         | 09:53 — Сергей Зборовский (Максим Денежкин, Алексей Бывальцев) 21:29 — Хрипунов, Степан Дмитриевич (Ник Меркли, Алексей Бывальцев) 92:50 — Максим Осипов (Никита Трямкин, Семён Кизимов) |                              | Судьи: Алексей Васильев Иван Фатеев Линейные судьи: Никита Новиков Торнике Кучава |
|                                                                                   |                             | |                              | Судьи: Алексей Васильев Иван Фатеев Линейные судьи: Никита Новиков Торнике Кучава |
|                                                                                   |                             | |                              | Судьи: Алексей Васильев Иван Фатеев Линейные судьи: Никита Новиков Торнике Кучава |
|                                                                                   |                             | |                              | Судьи: Алексей Васильев Иван Фатеев Линейные судьи: Никита Новиков Торнике Кучава |
| 0 мин                                                                             | Штраф                       | 6 мин |                              | Судьи: Алексей Васильев Иван Фатеев Линейные судьи: Никита Новиков Торнике Кучава |
|                                                                                   |                             | |                              |                                                                                   |
|                                                                                   | 43                          | Броски | 37                           |                                                                                   |

| 1 апреля 2025 19:00 | Ак Барс | 7 : 2 (4:0, 2:2, 1:0) | Автомобилист | Татнефть Арена, Казань Зрителей: 8730 |

| Отчёт | Отчёт                               | Отчёт                                                                                | Отчёт                                                                                    | Отчёт                                                                         |
| --- | ----------------------------------- | ------------------------------------------------------------------------------------ | ---------------------------------------------------------------------------------------- | ----------------------------------------------------------------------------- |
| |                                     |                                                                                      |                                                                                          |                                                                               |
| | Тимур Билялов — 00:00-60:00         | Вратари                                                                              | 00:00-10:56 — Владимир Галкин 10:56-40:00 — Евгений Аликин 40:00-60:00 — Владимир Галкин | Судьи: Иван Фатеев Виктор Бирин Линейные судьи: Торнике Кучава Никита Новиков |
| | Голы:                               |                                                                                      |                                                                                          | Судьи: Иван Фатеев Виктор Бирин Линейные судьи: Торнике Кучава Никита Новиков |
| Степан Фальковский — 01:02 (Кирилл Семёнов) Александр Барабанов — 05:51 Илья Сафонов — 09:10 (Артём Галимов, Степан Фальковский) Никита Дыняк — 10:56 (Семён Кошелев) Николас Петан — 32:55 (Кирилл Семёнов) (бол.) Александр Барабанов — 35:59 (Митчелл Миллер, Дмитрий Яшкин) Артём Галимов — 55:19 (Алексей Марченко, Александр Барабанов) | 1:0 2:0 3:0 4:0 4:1 4:2 5:2 6:2 7:2 | 24:20 — Анатолий Голышев 30:32 — Александр Шаров (Никита Трямкин, Сергей Зборовский) |                                                                                          | Судьи: Иван Фатеев Виктор Бирин Линейные судьи: Торнике Кучава Никита Новиков |
| |                                     |                                                                                      |                                                                                          | Судьи: Иван Фатеев Виктор Бирин Линейные судьи: Торнике Кучава Никита Новиков |
| |                                     |                                                                                      |                                                                                          | Судьи: Иван Фатеев Виктор Бирин Линейные судьи: Торнике Кучава Никита Новиков |
| |                                     |                                                                                      |                                                                                          | Судьи: Иван Фатеев Виктор Бирин Линейные судьи: Торнике Кучава Никита Новиков |
| 12 мин | Штраф                               | 12 мин                                                                               |                                                                                          | Судьи: Иван Фатеев Виктор Бирин Линейные судьи: Торнике Кучава Никита Новиков |
| |                                     |                                                                                      |                                                                                          |                                                                               |
| | 32                                  | Броски                                                                               | 29                                                                                       |                                                                               |

| 3 апреля 2025 17:00 | Автомобилист | 2 : 0 (1:0, 1:0, 0:0) | Ак Барс | УГМК-Арена, Екатеринбург Зрителей: 11 522 |

| Отчёт                                                                                     | Отчёт                        | Отчёт   | Отчёт                       | Отчёт                                                                                |
| ----------------------------------------------------------------------------------------- | ---------------------------- | ------- | --------------------------- | ------------------------------------------------------------------------------------ |
|                                                                                           |                              |         |                             |                                                                                      |
|                                                                                           | Евгений Аликин — 00:00-60:00 | Вратари | 00:00-56:03 — Тимур Билялов | Судьи: Николай Акузовский Сергей Юдаков Линейные судьи: Максим Берсенёв Евгений Юдин |
|                                                                                           | Голы:                        |         |                             | Судьи: Николай Акузовский Сергей Юдаков Линейные судьи: Максим Берсенёв Евгений Юдин |
| Ник Эберт — 13:33 (Брукс Мэйсек, Семён Кизимов) Стефан Да Коста — 38:18 (Степан Хрипунов) | 1:0 2:0                      |         |                             | Судьи: Николай Акузовский Сергей Юдаков Линейные судьи: Максим Берсенёв Евгений Юдин |
|                                                                                           |                              |         |                             | Судьи: Николай Акузовский Сергей Юдаков Линейные судьи: Максим Берсенёв Евгений Юдин |
|                                                                                           |                              |         |                             | Судьи: Николай Акузовский Сергей Юдаков Линейные судьи: Максим Берсенёв Евгений Юдин |
|                                                                                           |                              |         |                             | Судьи: Николай Акузовский Сергей Юдаков Линейные судьи: Максим Берсенёв Евгений Юдин |
| 8 мин                                                                                     | Штраф                        | 4 мин   |                             | Судьи: Николай Акузовский Сергей Юдаков Линейные судьи: Максим Берсенёв Евгений Юдин |
|                                                                                           |                              |         |                             |                                                                                      |
|                                                                                           | 27                           | Броски  | 33                          |                                                                                      |

| 5 апреля 2025 17:00 | Ак Барс | 5 : 1 (4:0, 1:0, 0:1) | Автомобилист | Татнефть Арена, Казань Зрителей: 8782 |

| Отчёт | Отчёт                       | Отчёт                                                    | Отчёт                                                      | Отчёт                                                                              |
| --- | --------------------------- | -------------------------------------------------------- | ---------------------------------------------------------- | ---------------------------------------------------------------------------------- |
| |                             |                                                          |                                                            |                                                                                    |
| | Тимур Билялов — 00:00-60:00 | Вратари                                                  | 00:00-04:55 — Евгений Аликин 04:55-60:00 — Владимир Галкин | Судьи: Денис Наумов Александр Соин Линейные судьи: Дмитрий Головлёв Никита Поляков |
| | Голы:                       |                                                          |                                                            | Судьи: Денис Наумов Александр Соин Линейные судьи: Дмитрий Головлёв Никита Поляков |
| Никита Дыняк — 02:22 (Алексей Марченко) Митчелл Миллер — 03:33 (Кирилл Семёнов) Александр Барабанов — 04:55 (Артём Галимов) Эрик О’Делл — 12:02 (Артёмий Князев) Эрик О’Делл — 32:25 (Кирилл Семёнов, Никита Лямкин) | 1:0 2:0 3:0 4:0 5:0 5:1     | 57:17 — Данил Романцев (Артём Каштанов, Максим Денежкин) |                                                            | Судьи: Денис Наумов Александр Соин Линейные судьи: Дмитрий Головлёв Никита Поляков |
| |                             |                                                          |                                                            | Судьи: Денис Наумов Александр Соин Линейные судьи: Дмитрий Головлёв Никита Поляков |
| |                             |                                                          |                                                            | Судьи: Денис Наумов Александр Соин Линейные судьи: Дмитрий Головлёв Никита Поляков |
| |                             |                                                          |                                                            | Судьи: Денис Наумов Александр Соин Линейные судьи: Дмитрий Головлёв Никита Поляков |
| 6 мин | Штраф                       | 6 мин                                                    |                                                            | Судьи: Денис Наумов Александр Соин Линейные судьи: Дмитрий Головлёв Никита Поляков |
| |                             |                                                          |                                                            |                                                                                    |
| | 35                          | Броски                                                   | 22                                                         |                                                                                    |

| 7 апреля 2025 17:00 | Автомобилист | 1 : 2 (2ОТ) (1:1, 0:0, 0:0, 0:0, 0:1) | Ак Барс | УГМК-Арена, Екатеринбург Зрителей: 11 620 |

| Отчёт                                                       | Отчёт                        | Отчёт                                                                                          | Отчёт                       | Отчёт                                                                        |
| ----------------------------------------------------------- | ---------------------------- | ---------------------------------------------------------------------------------------------- | --------------------------- | ---------------------------------------------------------------------------- |
|                                                             |                              |                                                                                                |                             |                                                                              |
|                                                             | Евгений Аликин — 00:00-83:21 | Вратари                                                                                        | 00:00-83:21 — Тимур Билялов | Судьи: Виктор Бирин Иван Фатеев Линейные судьи: Сергей Шелянин Дмитрий Шишло |
|                                                             | Голы:                        |                                                                                                |                             | Судьи: Виктор Бирин Иван Фатеев Линейные судьи: Сергей Шелянин Дмитрий Шишло |
| (бол.) Александр Шаров — 08:13 (Стефан Да Коста, Ник Эберт) | 1:0 1:1 1:2                  | 15:46 — Илья Сафонов (Алексей Пустозёров, Кирилл Семёнов) (бол.) 83:21 — Кирилл Семёнов (бол.) |                             | Судьи: Виктор Бирин Иван Фатеев Линейные судьи: Сергей Шелянин Дмитрий Шишло |
|                                                             |                              |                                                                                                |                             | Судьи: Виктор Бирин Иван Фатеев Линейные судьи: Сергей Шелянин Дмитрий Шишло |
|                                                             |                              |                                                                                                |                             | Судьи: Виктор Бирин Иван Фатеев Линейные судьи: Сергей Шелянин Дмитрий Шишло |
|                                                             |                              |                                                                                                |                             | Судьи: Виктор Бирин Иван Фатеев Линейные судьи: Сергей Шелянин Дмитрий Шишло |
| 10 мин                                                      | Штраф                        | 8 мин                                                                                          |                             | Судьи: Виктор Бирин Иван Фатеев Линейные судьи: Сергей Шелянин Дмитрий Шишло |
|                                                             |                              |                                                                                                |                             |                                                                              |
|                                                             | 30                           | Броски                                                                                         | 42                          |                                                                              |

### Западная конференция

#### (1) «Локомотив» — (8) «Торпедо»
Пара определилась 13 марта после победы «Северстали» над минским «Динамо» со счётом 5:4.
Команды встретились в 1/8 финала Кубка Гагарина во второй раз в истории (в предыдущий раз — в 2018 году).
| 27 марта 2025 19:30 | Локомотив | 3 : 1 (0:0, 3:1, 0:0) | Торпедо | Арена 2000, Ярославль Зрителей: 7942 |

| Отчёт | Отчёт                                                 | Отчёт                                | Отчёт                                                     | Отчёт                                                                                 |
| --- | ----------------------------------------------------- | ------------------------------------ | --------------------------------------------------------- | ------------------------------------------------------------------------------------- |
| |                                                       |                                      |                                                           |                                                                                       |
| | Даниил Исаев — 00:00-03:09 Даниил Исаев — 03:18-60:00 | Вратари                              | 00:00-56:55 — Иван Кульбаков 58:33-59:08 — Иван Кульбаков | Судьи: Сергей Морозов Николай Акузовский Линейные судьи: Юрий Иванов Александр Сысуев |
| | Голы:                                                 |                                      |                                                           | Судьи: Сергей Морозов Николай Акузовский Линейные судьи: Юрий Иванов Александр Сысуев |
| Максим Берёзкин (бол.) — 20:09 (Рушан Рафиков) Байрон Фрейз (бол.) — 26:46 (Денис Алексеев, Рушан Рафиков) Мартин Гернат — 36:35 (Никита Кирьянов) | 1:0 1:1 2:1 3:1                                       | 23:41 — Бобби Линч (Егор Виноградов) |                                                           | Судьи: Сергей Морозов Николай Акузовский Линейные судьи: Юрий Иванов Александр Сысуев |
| |                                                       |                                      |                                                           | Судьи: Сергей Морозов Николай Акузовский Линейные судьи: Юрий Иванов Александр Сысуев |
| |                                                       |                                      |                                                           | Судьи: Сергей Морозов Николай Акузовский Линейные судьи: Юрий Иванов Александр Сысуев |
| |                                                       |                                      |                                                           | Судьи: Сергей Морозов Николай Акузовский Линейные судьи: Юрий Иванов Александр Сысуев |
| 4 мин | Штраф                                                 | 8 мин                                |                                                           | Судьи: Сергей Морозов Николай Акузовский Линейные судьи: Юрий Иванов Александр Сысуев |
| |                                                       |                                      |                                                           |                                                                                       |
| | 35                                                    | Броски                               | 15                                                        |                                                                                       |

| 29 марта 2025 16:30 | Локомотив | 2 : 0 (1:0, 0:0, 1:0) | Торпедо | Арена 2000, Ярославль Зрителей: 8028 |

| Отчёт                                                                                         | Отчёт                      | Отчёт   | Отчёт                                                     | Отчёт                                                                                 |
| --------------------------------------------------------------------------------------------- | -------------------------- | ------- | --------------------------------------------------------- | ------------------------------------------------------------------------------------- |
|                                                                                               |                            |         |                                                           |                                                                                       |
|                                                                                               | Даниил Исаев — 00:00-60:00 | Вратари | 00:00-58:57 — Иван Кульбаков 59:43-60:00 — Иван Кульбаков | Судьи: Евгений Кочетов Александр Сергеев Линейные судьи: Юрий Иванов Александр Сысуев |
|                                                                                               | Голы:                      |         |                                                           | Судьи: Евгений Кочетов Александр Сергеев Линейные судьи: Юрий Иванов Александр Сысуев |
| Максим Шалунов (бол.) — 15:45 (Максим Берёзкин, Георгий Иванов) Георгий Иванов (п.в.) — 59:43 | 1:0 2:0                    |         |                                                           | Судьи: Евгений Кочетов Александр Сергеев Линейные судьи: Юрий Иванов Александр Сысуев |
|                                                                                               |                            |         |                                                           | Судьи: Евгений Кочетов Александр Сергеев Линейные судьи: Юрий Иванов Александр Сысуев |
|                                                                                               |                            |         |                                                           | Судьи: Евгений Кочетов Александр Сергеев Линейные судьи: Юрий Иванов Александр Сысуев |
|                                                                                               |                            |         |                                                           | Судьи: Евгений Кочетов Александр Сергеев Линейные судьи: Юрий Иванов Александр Сысуев |
| 8 мин                                                                                         | Штраф                      | 10 мин  |                                                           | Судьи: Евгений Кочетов Александр Сергеев Линейные судьи: Юрий Иванов Александр Сысуев |
|                                                                                               |                            |         |                                                           |                                                                                       |
|                                                                                               | 28                         | Броски  | 25                                                        |                                                                                       |

| 31 марта 2025 19:30 | Торпедо | 2 : 4 (1:2, 1:1, 1:0) | Локомотив | КРК Нагорный, Нижний Новгород Зрителей: 5500 |

| Отчёт                                                                                            | Отчёт | Отчёт | Отчёт                                                 | Отчёт                                                                                  |
| ------------------------------------------------------------------------------------------------ | --- | --- | ----------------------------------------------------- | -------------------------------------------------------------------------------------- |
|                                                                                                  | | |                                                       |                                                                                        |
|                                                                                                  | Иван Кульбаков — 00:00-02:37 Иван Кульбаков — 02:42-58:35 Иван Кульбаков — 58:38-58:49 Иван Кульбаков — 59:23-60:00 | Вратари | 00:00-49:42 — Даниил Исаев 49:55-60:00 — Даниил Исаев | Судьи: Сергей Морозов Вячеслав Шувалов Линейные судьи: Ильнур Галимов Дмитрий Головлёв |
|                                                                                                  | Голы: | |                                                       | Судьи: Сергей Морозов Вячеслав Шувалов Линейные судьи: Ильнур Галимов Дмитрий Головлёв |
| Богдан Конюшков (бол.) — 04:29 (Михаил Абрамов) Вячеслав Войнов (бол.) — 23:38 (Егор Виноградов) | 1:0 1:1 1:2 :2 2:3 2:4                                                                                              | 07:21 — Денис Алексеев (Александр Радулов) 10:13 — Максим Шалунов (Артур Каюмов, Максим Берёзкин) 23:54 — Артур Каюмов (Максим Берёзкин) 59:23 — (п.в.) Артур Каюмов |                                                       | Судьи: Сергей Морозов Вячеслав Шувалов Линейные судьи: Ильнур Галимов Дмитрий Головлёв |
|                                                                                                  | | |                                                       | Судьи: Сергей Морозов Вячеслав Шувалов Линейные судьи: Ильнур Галимов Дмитрий Головлёв |
|                                                                                                  | | |                                                       | Судьи: Сергей Морозов Вячеслав Шувалов Линейные судьи: Ильнур Галимов Дмитрий Головлёв |
|                                                                                                  | | |                                                       | Судьи: Сергей Морозов Вячеслав Шувалов Линейные судьи: Ильнур Галимов Дмитрий Головлёв |
| 4 мин                                                                                            | Штраф | 8 мин |                                                       | Судьи: Сергей Морозов Вячеслав Шувалов Линейные судьи: Ильнур Галимов Дмитрий Головлёв |
|                                                                                                  | | |                                                       |                                                                                        |
|                                                                                                  | 26 | Броски | 22                                                    |                                                                                        |

| 2 апреля 2025 19:30 | Торпедо | 1 : 2 (0:0, 0:2, 1:0) | Локомотив | КРК Нагорный, Нижний Новгород Зрителей: 5500 |

| Отчёт                                                       | Отчёт                        | Отчёт | Отчёт                      | Отчёт                                                                                    |
| ----------------------------------------------------------- | ---------------------------- | --- | -------------------------- | ---------------------------------------------------------------------------------------- |
|                                                             |                              | |                            |                                                                                          |
|                                                             | Иван Кульбаков — 00:00-59:15 | Вратари | 00:00-60:00 — Даниил Исаев | Судьи: Антон Лаврентьев Вячеслав Шувалов Линейные судьи: Ильнур Галимов Дмитрий Головлёв |
|                                                             | Голы:                        | |                            | Судьи: Антон Лаврентьев Вячеслав Шувалов Линейные судьи: Ильнур Галимов Дмитрий Головлёв |
| Владислав Фирстов — 57:30 (Максим Летунов, Сергей Гончарук) | 0:1 0:2 1:2                  | 24:02 — (бол.) Александр Радулов (Мартин Гернат, Рихард Паник) 28:39 — (бол.) Рихард Паник (Байрон Фрейз, Денис Алексеев) |                            | Судьи: Антон Лаврентьев Вячеслав Шувалов Линейные судьи: Ильнур Галимов Дмитрий Головлёв |
|                                                             |                              | |                            | Судьи: Антон Лаврентьев Вячеслав Шувалов Линейные судьи: Ильнур Галимов Дмитрий Головлёв |
|                                                             |                              | |                            | Судьи: Антон Лаврентьев Вячеслав Шувалов Линейные судьи: Ильнур Галимов Дмитрий Головлёв |
|                                                             |                              | |                            | Судьи: Антон Лаврентьев Вячеслав Шувалов Линейные судьи: Ильнур Галимов Дмитрий Головлёв |
| 6 мин                                                       | Штраф                        | 2 мин |                            | Судьи: Антон Лаврентьев Вячеслав Шувалов Линейные судьи: Ильнур Галимов Дмитрий Головлёв |
|                                                             |                              | |                            |                                                                                          |
|                                                             | 30                           | Броски | 23                         |                                                                                          |

#### (2) «Динамо» (Москва) — (7) СКА
Пара определилась 23 марта после победы «Северстали» над московским «Динамо» со счётом 3:2.
Команды встретились в 1/8 финала Кубка Гагарина первый раз в истории. СКА проиграл серию и впервые с 2010 года не вышел во второй раунд плей-офф.
| 27 марта 2025 19:30 | Динамо (Москва) | 3 : 1 (2:1, 0:0, 1:0) | СКА | ВТБ Арена, Москва Зрителей: 9327 |

| Отчёт | Отчёт                          | Отчёт                                                  | Отчёт                                                   | Отчёт                                                                             |
| --- | ------------------------------ | ------------------------------------------------------ | ------------------------------------------------------- | --------------------------------------------------------------------------------- |
| |                                |                                                        |                                                         |                                                                                   |
| | Максим Моторыгин — 00:00-60:00 | Вратари                                                | 00:00-50:49 — Егор Заврагин 52:31-56:15 — Егор Заврагин | Судьи: Сергей Беляев Максим Сидоренко Линейные судьи: Дмитрий Сивов Дмитрий Шишло |
| | Голы:                          |                                                        |                                                         | Судьи: Сергей Беляев Максим Сидоренко Линейные судьи: Дмитрий Сивов Дмитрий Шишло |
| Дилан Сикьюра — 09:13 (Никита Гусев, Кирилл Адамчук) (бол.) Павел Кудрявцев — 17:55 (Седрик Пакетт, Джордан Уил) (бол.) Никита Гусев — 49:27 (Джордан Уил) | 1:0 1:1 2:1 3:1                | 14:03 — Захар Бардаков (Арсений Грицюк, Никита Зайцев) |                                                         | Судьи: Сергей Беляев Максим Сидоренко Линейные судьи: Дмитрий Сивов Дмитрий Шишло |
| |                                |                                                        |                                                         | Судьи: Сергей Беляев Максим Сидоренко Линейные судьи: Дмитрий Сивов Дмитрий Шишло |
| |                                |                                                        |                                                         | Судьи: Сергей Беляев Максим Сидоренко Линейные судьи: Дмитрий Сивов Дмитрий Шишло |
| |                                |                                                        |                                                         | Судьи: Сергей Беляев Максим Сидоренко Линейные судьи: Дмитрий Сивов Дмитрий Шишло |
| 12 мин | Штраф                          | 17 мин                                                 |                                                         | Судьи: Сергей Беляев Максим Сидоренко Линейные судьи: Дмитрий Сивов Дмитрий Шишло |
| |                                |                                                        |                                                         |                                                                                   |
| | 37                             | Броски                                                 | 32                                                      |                                                                                   |

| 29 марта 2025 19:30 | Динамо (Москва) | 2 : 1 (ОТ) (1:1, 0:0, 0:0, 1:0) | СКА | ВТБ Арена, Москва Зрителей: 9624 |

| Отчёт                                     | Отчёт                          | Отчёт                                                | Отчёт                       | Отчёт                                                                               |
| ----------------------------------------- | ------------------------------ | ---------------------------------------------------- | --------------------------- | ----------------------------------------------------------------------------------- |
|                                           |                                |                                                      |                             |                                                                                     |
|                                           | Максим Моторыгин — 00:00-70:41 | Вратари                                              | 00:00-70:41 — Егор Заврагин | Судьи: Виктор Биирн Иван Фатеев Линейные судьи: Сергей Шелянин Александр Садовников |
|                                           | Голы:                          |                                                      |                             | Судьи: Виктор Биирн Иван Фатеев Линейные судьи: Сергей Шелянин Александр Садовников |
| Артём Чернов — 18:30 Никита Гусев — 70:41 | 0:1 :1 2:1                     | 10:23 — Иван Демидов (Никита Зайцев, Захар Бардаков) |                             | Судьи: Виктор Биирн Иван Фатеев Линейные судьи: Сергей Шелянин Александр Садовников |
|                                           |                                |                                                      |                             | Судьи: Виктор Биирн Иван Фатеев Линейные судьи: Сергей Шелянин Александр Садовников |
|                                           |                                |                                                      |                             | Судьи: Виктор Биирн Иван Фатеев Линейные судьи: Сергей Шелянин Александр Садовников |
|                                           |                                |                                                      |                             | Судьи: Виктор Биирн Иван Фатеев Линейные судьи: Сергей Шелянин Александр Садовников |
| 6 мин                                     | Штраф                          | 6 мин                                                |                             | Судьи: Виктор Биирн Иван Фатеев Линейные судьи: Сергей Шелянин Александр Садовников |
|                                           |                                |                                                      |                             |                                                                                     |
|                                           | 37                             | Броски                                               | 33                          |                                                                                     |

| 31 марта 2025 19:30 | СКА | 5 : 3 (1:0, 2:1, 2:2) | Динамо (Москва) | СКА Арена, Санкт-Петербург |

| Отчёт  | Отчёт                       | Отчёт   | Отчёт                          | Отчёт                                                                              |
| ------ | --------------------------- | ------- | ------------------------------ | ---------------------------------------------------------------------------------- |
|        |                             |         |                                |                                                                                    |
|        | Егор Заврагин - 00:00-60:00 | Вратари | Максим Моторыгин - 00:00-58:34 | Судьи: Алексей Белов Юрий Оскирко Линейные судьи: Дмитрий Канифадин Артём Савенков |
|        |                             |         |                                | Судьи: Алексей Белов Юрий Оскирко Линейные судьи: Дмитрий Канифадин Артём Савенков |
|        |                             |         |                                | Судьи: Алексей Белов Юрий Оскирко Линейные судьи: Дмитрий Канифадин Артём Савенков |
|        |                             |         |                                | Судьи: Алексей Белов Юрий Оскирко Линейные судьи: Дмитрий Канифадин Артём Савенков |
|        |                             |         |                                | Судьи: Алексей Белов Юрий Оскирко Линейные судьи: Дмитрий Канифадин Артём Савенков |
|        |                             |         |                                | Судьи: Алексей Белов Юрий Оскирко Линейные судьи: Дмитрий Канифадин Артём Савенков |
| 11 мин | Штраф                       | 6 мин   |                                | Судьи: Алексей Белов Юрий Оскирко Линейные судьи: Дмитрий Канифадин Артём Савенков |
|        |                             |         |                                |                                                                                    |
|        | 35                          | Броски  | 38                             |                                                                                    |

| 2 апреля 2025 19:00 | СКА | 4 : 5 (2ОТ) (1:3, 0:0, 3:1, 0:0, 0:1) | Динамо (Москва) | СКА Арена, Санкт-Петербург Зрителей: 22 885 |

| Отчёт  | Отчёт | Отчёт  | Отчёт | Отчёт |
| ------ | ----- | ------ | ----- | ----- |
|        |       |        |       |       |
|        |       |        |       |       |
|        |       |        |       |       |
|        |       |        |       |       |
|        |       |        |       |       |
|        |       |        |       |       |
|        |       |        |       |       |
| 10 мин | Штраф | 13 мин |       |       |
|        |       |        |       |       |
|        | 61    | Броски | 57    |       |

| 4 апреля 2025 19:00 | Динамо (Москва) | 3 : 4 (ОТ) (1:1, 0:1, 2:1, 0:1) | СКА | ВТБ Арена, Москва Зрителей: 9 662 |

| Отчёт | Отчёт | Отчёт  | Отчёт | Отчёт |
| ----- | ----- | ------ | ----- | ----- |
|       |       |        |       |       |
|       |       |        |       |       |
|       |       |        |       |       |
|       |       |        |       |       |
|       |       |        |       |       |
|       |       |        |       |       |
|       |       |        |       |       |
| 4 мин | Штраф | 6 мин  |       |       |
|       |       |        |       |       |
|       | 29    | Броски | 39    |       |

| 6 апреля 2025 19:00 | СКА | 2 : 5 (0:0, 2:1, 0:4) | Динамо (Москва) | СКА Арена, Санкт-Петербург Зрителей: 22 998 |

| Отчёт | Отчёт | Отчёт  | Отчёт | Отчёт |
| ----- | ----- | ------ | ----- | ----- |
|       |       |        |       |       |
|       |       |        |       |       |
|       |       |        |       |       |
|       |       |        |       |       |
|       |       |        |       |       |
|       |       |        |       |       |
|       |       |        |       |       |
| 8 мин | Штраф | 12 мин |       |       |
|       |       |        |       |       |
|       | 37    | Броски | 27    |       |

#### (3) «Спартак» — (6) «Северсталь»
Пара определилась 23 марта после победы «Северстали» над московским «Динамо» со счётом 3:2.
Команды встретились в 1/8 финала Кубка Гагарина во второй раз в истории (в предыдущий раз — в 2024 году).
| 26 марта 2025 19:30 | Спартак | 5 : 4 (ОТ) (2:2, 1:2, 1:0, 1:0) | Северсталь | Мегаспорт, Москва Зрителей: 6386 |

| Отчёт | Отчёт | Отчёт  | Отчёт | Отчёт |
| ----- | ----- | ------ | ----- | ----- |
|       |       |        |       |       |
|       |       |        |       |       |
|       |       |        |       |       |
|       |       |        |       |       |
|       |       |        |       |       |
|       |       |        |       |       |
|       |       |        |       |       |
| 8 мин | Штраф | 6 мин  |       |       |
|       |       |        |       |       |
|       | 38    | Броски | 39    |       |

| 28 марта 2025 19:30 | Спартак | 4 : 2 (1:0, 1:1, 2:1) | Северсталь | Мегаспорт, Москва Зрителей: 10 412 |

| Отчёт  | Отчёт | Отчёт  | Отчёт | Отчёт |
| ------ | ----- | ------ | ----- | ----- |
|        |       |        |       |       |
|        |       |        |       |       |
|        |       |        |       |       |
|        |       |        |       |       |
|        |       |        |       |       |
|        |       |        |       |       |
|        |       |        |       |       |
| 18 мин | Штраф | 16 мин |       |       |
|        |       |        |       |       |
|        | 30    | Броски | 43    |       |

| 30 марта 2025 17:00 | Северсталь | 0 : 1 (0:1, 0:0, 0:0) | Спартак | Ледовый дворец, Череповец Зрителей: 5 536 |

| Отчёт  | Отчёт | Отчёт  | Отчёт | Отчёт |
| ------ | ----- | ------ | ----- | ----- |
|        |       |        |       |       |
|        |       |        |       |       |
|        |       |        |       |       |
|        |       |        |       |       |
|        |       |        |       |       |
|        |       |        |       |       |
|        |       |        |       |       |
| 10 мин | Штраф | 14 мин |       |       |
|        |       |        |       |       |
|        | 40    | Броски | 20    |       |

| 1 апреля 2025 19:30 | Северсталь | 5 : 2 (0:1, 3:0, 2:1) | Спартак | Ледовый дворец, Череповец Зрителей: 5 294 |

| Отчёт | Отчёт              | Отчёт   | Отчёт           | Отчёт                                                                                   |
| ----- | ------------------ | ------- | --------------- | --------------------------------------------------------------------------------------- |
|       |                    |         |                 |                                                                                         |
|       | Александр Самойлов | Вратари | Артём Загидулин | Судьи: Николай Акузовский Максим Сидоренко Линейные судьи: Юрий Иванов Александр Сысуев |
|       |                    |         |                 | Судьи: Николай Акузовский Максим Сидоренко Линейные судьи: Юрий Иванов Александр Сысуев |
|       |                    |         |                 | Судьи: Николай Акузовский Максим Сидоренко Линейные судьи: Юрий Иванов Александр Сысуев |
|       |                    |         |                 | Судьи: Николай Акузовский Максим Сидоренко Линейные судьи: Юрий Иванов Александр Сысуев |
|       |                    |         |                 | Судьи: Николай Акузовский Максим Сидоренко Линейные судьи: Юрий Иванов Александр Сысуев |
|       |                    |         |                 | Судьи: Николай Акузовский Максим Сидоренко Линейные судьи: Юрий Иванов Александр Сысуев |
|       |                    |         |                 | Судьи: Николай Акузовский Максим Сидоренко Линейные судьи: Юрий Иванов Александр Сысуев |
|       |                    |         |                 |                                                                                         |

| 3 апреля 2025 19:30 | Спартак | 5 : 2 (0:1, 5:1, 0:0) | Северсталь | Мегаспорт, Москва Зрителей: 8088 |

| Отчёт | Отчёт           | Отчёт   | Отчёт              | Отчёт                                                                             |
| ----- | --------------- | ------- | ------------------ | --------------------------------------------------------------------------------- |
|       |                 |         |                    |                                                                                   |
|       | Артём Загидулин | Вратари | Александр Самойлов | Судьи: Алексей Белов Юрий Оскирко Линейные судьи: Максим Куприянов Сергей Шелянин |
|       |                 |         |                    | Судьи: Алексей Белов Юрий Оскирко Линейные судьи: Максим Куприянов Сергей Шелянин |
|       |                 |         |                    | Судьи: Алексей Белов Юрий Оскирко Линейные судьи: Максим Куприянов Сергей Шелянин |
|       |                 |         |                    | Судьи: Алексей Белов Юрий Оскирко Линейные судьи: Максим Куприянов Сергей Шелянин |
|       |                 |         |                    | Судьи: Алексей Белов Юрий Оскирко Линейные судьи: Максим Куприянов Сергей Шелянин |
|       |                 |         |                    | Судьи: Алексей Белов Юрий Оскирко Линейные судьи: Максим Куприянов Сергей Шелянин |
|       |                 |         |                    | Судьи: Алексей Белов Юрий Оскирко Линейные судьи: Максим Куприянов Сергей Шелянин |
|       |                 |         |                    |                                                                                   |

#### (4) «Динамо» (Минск) — (5) ЦСКА
Пара определилась 23 марта после победы ЦСКА над «Витязем» со счётом 2:1 и «Спартака» над «Ладой» со счётом 3:2 в овертайме.
Команды встретились в 1/8 финала Кубка Гагарина первый раз в истории. Минское «Динамо» впервые в своей истории победило в серии и вышло в 1/4 финала Кубка Гагарина.
| 26 марта 2025 19:30 | Динамо (Минск) | 5 : 2 (2:2, 1:0, 2:0) | ЦСКА | Минск-Арена, Минск Зрителей: 15 086 |

| Отчёт | Отчёт | Отчёт  | Отчёт | Отчёт |
| ----- | ----- | ------ | ----- | ----- |
|       |       |        |       |       |
|       |       |        |       |       |
|       |       |        |       |       |
|       |       |        |       |       |
|       |       |        |       |       |
|       |       |        |       |       |
|       |       |        |       |       |
| 2 мин | Штраф | 6 мин  |       |       |
|       |       |        |       |       |
|       | 33    | Броски | 23    |       |

| 28 марта 2025 19:30 | Динамо (Минск) | 5 : 3 (0:0, 2:1, 3:2) | ЦСКА | Минск-Арена, Минск Зрителей: 15 086 |

| Отчёт | Отчёт | Отчёт  | Отчёт | Отчёт |
| ----- | ----- | ------ | ----- | ----- |
|       |       |        |       |       |
|       |       |        |       |       |
|       |       |        |       |       |
|       |       |        |       |       |
|       |       |        |       |       |
|       |       |        |       |       |
|       |       |        |       |       |
| 8 мин | Штраф | 33 мин |       |       |
|       |       |        |       |       |
|       | 30    | Броски | 36    |       |

| 30 марта 2025 17:00 | ЦСКА | 4 : 1 (0:1, 1:0, 3:0) | Динамо (Минск) | ЦСКА Арена, Москва Зрителей: 9 575 |

| Отчёт | Отчёт          | Отчёт   | Отчёт            | Отчёт |
| ----- | -------------- | ------- | ---------------- | ----- |
|       |                |         |                  |       |
|       | Иван Просветов | Вратари | Василий Демченко |       |
|       |                |         |                  |       |
|       |                |         |                  |       |
|       |                |         |                  |       |
|       |                |         |                  |       |
|       |                |         |                  |       |
|       |                |         |                  |       |
|       |                |         |                  |       |

| 1 апреля 2025 19:30 | ЦСКА | 2 : 1 (0:0, 0:0, 2:1) | Динамо (Минск) | ЦСКА Арена, Москва Зрителей: 9 708 |

| Отчёт | Отчёт          | Отчёт   | Отчёт            | Отчёт                                                                                  |
| ----- | -------------- | ------- | ---------------- | -------------------------------------------------------------------------------------- |
|       |                |         |                  |                                                                                        |
|       | Иван Просветов | Вратари | Василий Демченко | Судьи: Дмитрий Беляев Денис Наумов Линейные судьи: Александр Садовников Сергей Шелянин |
|       |                |         |                  | Судьи: Дмитрий Беляев Денис Наумов Линейные судьи: Александр Садовников Сергей Шелянин |
|       |                |         |                  | Судьи: Дмитрий Беляев Денис Наумов Линейные судьи: Александр Садовников Сергей Шелянин |
|       |                |         |                  | Судьи: Дмитрий Беляев Денис Наумов Линейные судьи: Александр Садовников Сергей Шелянин |
|       |                |         |                  | Судьи: Дмитрий Беляев Денис Наумов Линейные судьи: Александр Садовников Сергей Шелянин |
|       |                |         |                  | Судьи: Дмитрий Беляев Денис Наумов Линейные судьи: Александр Садовников Сергей Шелянин |
|       |                |         |                  | Судьи: Дмитрий Беляев Денис Наумов Линейные судьи: Александр Садовников Сергей Шелянин |
|       |                |         |                  |                                                                                        |

| 3 апреля 2025 19:30 | Динамо (Минск) | 7 : 0 (4:0, 3:0, 0:0) | ЦСКА | Минск-Арена, Минск Зрителей: 15 086 |

| Отчёт  | Отчёт | Отчёт  | Отчёт | Отчёт |
| ------ | ----- | ------ | ----- | ----- |
|        |       |        |       |       |
|        |       |        |       |       |
|        |       |        |       |       |
|        |       |        |       |       |
|        |       |        |       |       |
|        |       |        |       |       |
|        |       |        |       |       |
| 14 мин | Штраф | 14 мин |       |       |
|        |       |        |       |       |
|        | 31    | Броски | 25    |       |

| 5 апреля 2025 17:00 | ЦСКА | 2 : 6 (1:1, 0:1, 1:4) | Динамо (Минск) | ЦСКА Арена, Москва Зрителей: 9 504 |

| Отчёт  | Отчёт | Отчёт  | Отчёт | Отчёт |
| ------ | ----- | ------ | ----- | ----- |
|        |       |        |       |       |
|        |       |        |       |       |
|        |       |        |       |       |
|        |       |        |       |       |
|        |       |        |       |       |
|        |       |        |       |       |
|        |       |        |       |       |
| 14 мин | Штраф | 12 мин |       |       |
|        |       |        |       |       |
|        | 33    | Броски | 38    |       |

## Четвертьфиналы
Время начала матчей дано по Московскому времени (UTC+3).

### Перепосев команд
Перепосев команд перед четвертьфиналами: в каждой паре одна из команд Западной конференции будет играть с командой Восточной конференции, по следующей схеме:
|  | Четвертьфиналы | Четвертьфиналы | Четвертьфиналы | Четвертьфиналы | Четвертьфиналы | Четвертьфиналы | Четвертьфиналы | Четвертьфиналы | Четвертьфиналы | Четвертьфиналы |  |  | Полуфиналы | Полуфиналы | Полуфиналы | Полуфиналы | Полуфиналы | Полуфиналы | Полуфиналы | Полуфиналы | Полуфиналы | Полуфиналы |  |  | Финал | Финал | Финал | Финал | Финал | Финал | Финал | Финал | Финал | Финал |
|  |                |                |                |                |                |                |                |                |                |                |  |  |            |            |            |            |            |            |            |            |            |            |  |  |       |       |       |       |       |       |       |       |       |       |
|  | Запад 1        |                |                |                |                |                |                |                |                |                |  |  |            |            |            |            |            |            |            |            |            |            |  |  |       |       |       |       |       |       |       |       |       |       |
|  |                |                |                |                |                |                |                |                |                |                |  |  |            |            |            |            |            |            |            |            |            |            |  |  |       |       |       |       |       |       |       |       |       |       |
|  | Восток 4       |                |                |                |                |                |                |                |                |                |  |  |            |            |            |            |            |            |            |            |            |            |  |  |       |       |       |       |       |       |       |       |       |       |
|  |                |                |                |                |                |                |                |                |                |                |  |  |            |            |            |            |            |            |            |            |            |            |  |  |       |       |       |       |       |       |       |       |       |       |
|  |                |                |                |                |                |                |                |                |                |                |  |  |            |            |            |            |            |            |            |            |            |            |  |  |       |       |       |       |       |       |       |       |       |       |
|  |                |                |                |                |                |                |                |                |                |                |  |  |            |            |            |            |            |            |            |            |            |            |  |  |       |       |       |       |       |       |       |       |       |       |
|  | Восток 2       |                |                |                |                |                |                |                |                |                |  |  |            |            |            |            |            |            |            |            |            |            |  |  |       |       |       |       |       |       |       |       |       |       |
|  |                |                |                |                |                |                |                |                |                |                |  |  |            |            |            |            |            |            |            |            |            |            |  |  |       |       |       |       |       |       |       |       |       |       |
|  | Запад 3        |                |                |                |                |                |                |                |                |                |  |  |            |            |            |            |            |            |            |            |            |            |  |  |       |       |       |       |       |       |       |       |       |       |
|  |                |                |                |                |                |                |                |                |                |                |  |  |            |            |            |            |            |            |            |            |            |            |  |  |       |       |       |       |       |       |       |       |       |       |
|  |                |                |                |                |                |                |                |                |                |                |  |  |            |            |            |            |            |            |            |            |            |            |  |  |       |       |       |       |       |       |       |       |       |       |
|  |                |                |                |                |                |                |                |                |                |                |  |  |            |            |            |            |            |            |            |            |            |            |  |  |       |       |       |       |       |       |       |       |       |       |
|  | Восток 1       |                |                |                |                |                |                |                |                |                |  |  |            |            |            |            |            |            |            |            |            |            |  |  |       |       |       |       |       |       |       |       |       |       |
|  |                |                |                |                |                |                |                |                |                |                |  |  |            |            |            |            |            |            |            |            |            |            |  |  |       |       |       |       |       |       |       |       |       |       |
|  | Запад 4        |                |                |                |                |                |                |                |                |                |  |  |            |            |            |            |            |            |            |            |            |            |  |  |       |       |       |       |       |       |       |       |       |       |
|  |                |                |                |                |                |                |                |                |                |                |  |  |            |            |            |            |            |            |            |            |            |            |  |  |       |       |       |       |       |       |       |       |       |       |
|  |                |                |                |                |                |                |                |                |                |                |  |  |            |            |            |            |            |            |            |            |            |            |  |  |       |       |       |       |       |       |       |       |       |       |
|  |                |                |                |                |                |                |                |                |                |                |  |  |            |            |            |            |            |            |            |            |            |            |  |  |       |       |       |       |       |       |       |       |       |       |
|  | Запад 2        |                |                |                |                |                |                |                |                |                |  |  |            |            |            |            |            |            |            |            |            |            |  |  |       |       |       |       |       |       |       |       |       |       |
|  |                |                |                |                |                |                |                |                |                |                |  |  |            |            |            |            |            |            |            |            |            |            |  |  |       |       |       |       |       |       |       |       |       |       |
|  | Восток 3       |                |                |                |                |                |                |                |                |                |  |  |            |            |            |            |            |            |            |            |            |            |  |  |       |       |       |       |       |       |       |       |       |       |
|  |                |                |                |                |                |                |                |                |                |                |  |  |            |            |            |            |            |            |            |            |            |            |  |  |       |       |       |       |       |       |       |       |       |       |
|  |                |                |                |                |                |                |                |                |                |                |  |  |            |            |            |            |            |            |            |            |            |            |  |  |       |       |       |       |       |       |       |       |       |       |

 («Запад 1», «Восток 2» и т. д. означает лучшую команду Западной конференции, вторую команду Восточной конференции, и т. д., по итогам регулярного чемпионата из числа прошедших в четвертьфинал) 
Таким образом, в отличие от предыдущих (кроме первого и прошлого) сезонов КХЛ, в полуфиналах между собой могут встретиться команды из разных конференций, а в финале — команды одной и той же конференции (до создания КХЛ такое было возможно и регулярно происходило в Чемпионатах России и, ранее, в МХЛ).

#### (1) «Трактор» — (4) «Динамо» (Минск)
Пара определилась 6 апреля.
| 12 апреля 2025 14:00 | Трактор | 4 : 2 (0:0, 0:0, 4:2) | Динамо (Минск) | Ледовая арена «Трактор», Челябинск Зрителей: 7 500 |

| Отчёт | Отчёт | Отчёт  | Отчёт | Отчёт |
| ----- | ----- | ------ | ----- | ----- |
|       |       |        |       |       |
|       |       |        |       |       |
|       |       |        |       |       |
|       |       |        |       |       |
|       |       |        |       |       |
|       |       |        |       |       |
|       |       |        |       |       |
| 6 мин | Штраф | 6 мин  |       |       |
|       |       |        |       |       |
|       | 32    | Броски | 30    |       |

| 14 апреля 2025 17:00 | Трактор | 4 : 3 (ОТ) (0:2, 3:1, 0:0, 1:0) | Динамо (Минск) | Ледовая арена «Трактор», Челябинск Зрителей: 7 500 |

| Отчёт | Отчёт | Отчёт  | Отчёт | Отчёт |
| ----- | ----- | ------ | ----- | ----- |
|       |       |        |       |       |
|       |       |        |       |       |
|       |       |        |       |       |
|       |       |        |       |       |
|       |       |        |       |       |
|       |       |        |       |       |
|       |       |        |       |       |
| 8 мин | Штраф | 6 мин  |       |       |
|       |       |        |       |       |
|       | 44    | Броски | 26    |       |

| 16 апреля 2025 19:30 | Динамо (Минск) | 8 : 0 (3:0, 3:0, 2:0) | Трактор | Минск-Арена, Минск Зрителей: 15 086 |

| Отчёт  | Отчёт | Отчёт  | Отчёт | Отчёт |
| ------ | ----- | ------ | ----- | ----- |
|        |       |        |       |       |
|        |       |        |       |       |
|        |       |        |       |       |
|        |       |        |       |       |
|        |       |        |       |       |
|        |       |        |       |       |
|        |       |        |       |       |
| 12 мин | Штраф | 8 мин  |       |       |
|        |       |        |       |       |
|        | 34    | Броски | 33    |       |

| 18 апреля 2024 19:30 | Динамо (Минск) | 2 : 3 (1:1, 1:0, 0:2) | Трактор | Минск-Арена, Минск Зрителей: 15 086 |

| Отчёт | Отчёт | Отчёт  | Отчёт | Отчёт |
| ----- | ----- | ------ | ----- | ----- |
|       |       |        |       |       |
|       |       |        |       |       |
|       |       |        |       |       |
|       |       |        |       |       |
|       |       |        |       |       |
|       |       |        |       |       |
|       |       |        |       |       |
| 2 мин | Штраф | 4 мин  |       |       |
|       |       |        |       |       |
|       | 37    | Броски | 24    |       |

| 20 апреля 2025 14:00 | Трактор | 3 : 1 (0:0, 0:0, 3:1) | Динамо (Минск) | Ледовая арена «Трактор», Челябинск Зрителей: 7 500 |

| Отчёт | Отчёт | Отчёт  | Отчёт | Отчёт |
| ----- | ----- | ------ | ----- | ----- |
|       |       |        |       |       |
|       |       |        |       |       |
|       |       |        |       |       |
|       |       |        |       |       |
|       |       |        |       |       |
|       |       |        |       |       |
|       |       |        |       |       |
| 4 мин | Штраф | 4 мин  |       |       |
|       |       |        |       |       |
|       | 28    | Броски | 24    |       |

#### (2) «Динамо» (Москва) — (5) «Ак Барс»
Пара определилась 8 апреля.
| 12 апреля 2025 16:30 | Динамо (Москва) | 3 : 5 (0:2, 1:0, 2:3) | Ак Барс | ВТБ Арена, Москва Зрителей: 9622 |

| Отчёт | Отчёт                                                         | Отчёт | Отчёт                       | Отчёт                                                                                   |
| --- | ------------------------------------------------------------- | --- | --------------------------- | --------------------------------------------------------------------------------------- |
| |                                                               | |                             |                                                                                         |
| | Максим Моторыгин — 00:00-58:16 Максим Моторыгин — 59:50-60:00 | Вратари | 00:00-60:00 — Тимур Билялов | Судьи: Сергей Беляев Александр Дударов Линейные судьи: Максим Куприянов Валентин Зайцев |
| | Голы:                                                         | |                             | Судьи: Сергей Беляев Александр Дударов Линейные судьи: Максим Куприянов Валентин Зайцев |
| (бол.) Седрик Пакетт — 38:52 (Джордан Уил, Дилан Сикьюра) Павел Кудрявцев — 52:57 (Артём Ильенко) (бол.) Максим Комтуа — 55:09 (Дмитрий Рашевский) | 0:1 0:2 1:2 1:3 2:3 3:3 3:4 3:5                               | 05:01 — Дмитрий Яшкин (бол.) (Митчелл Миллер, Александр Барабанов) 14:48 — Эрик О’Делл (Альберт Яруллин) 50:34 — Митчелл Миллер (бол.) (Артём Галимов, Дмитрий Яшкин) 58:10 — Илья Сафонов (Артём Галимов, Митчелл Миллер) 59:50 — Дмитрий Яшкин (Алексей Марченко, Никита Лямкин) |                             | Судьи: Сергей Беляев Александр Дударов Линейные судьи: Максим Куприянов Валентин Зайцев |
| |                                                               | |                             | Судьи: Сергей Беляев Александр Дударов Линейные судьи: Максим Куприянов Валентин Зайцев |
| |                                                               | |                             | Судьи: Сергей Беляев Александр Дударов Линейные судьи: Максим Куприянов Валентин Зайцев |
| |                                                               | |                             | Судьи: Сергей Беляев Александр Дударов Линейные судьи: Максим Куприянов Валентин Зайцев |
| 10 мин | Штраф                                                         | 10 мин |                             | Судьи: Сергей Беляев Александр Дударов Линейные судьи: Максим Куприянов Валентин Зайцев |
| |                                                               | |                             |                                                                                         |
| | 33                                                            | Броски | 27                          |                                                                                         |

| 14 апреля 2025 19:00 | Динамо (Москва) | 0 : 2 (0:1, 0:0, 0:1) | Ак Барс | ВТБ Арена, Москва Зрителей: 9596 |

| Отчёт  | Отчёт                                                                       | Отчёт | Отчёт                       | Отчёт                                                                                 |
| ------ | --------------------------------------------------------------------------- | --- | --------------------------- | ------------------------------------------------------------------------------------- |
|        |                                                                             | |                             |                                                                                       |
|        | Владислав Подъяпольский — 00:00-55:17 Владислав Подъяпольский — 59:51-60:00 | Вратари | 00:00-60:00 — Тимур Билялов | Судьи: Сергей Морозов Николай Акузовский Линейные судьи: Никита Новиков Дмитрий Шишло |
|        | Голы:                                                                       | |                             | Судьи: Сергей Морозов Николай Акузовский Линейные судьи: Никита Новиков Дмитрий Шишло |
|        | 0:1 0:2                                                                     | 07:40 — Дмитрий Кателевский (Никита Дыняк, Митчелл Миллер) 53:02 — Альберт Яруллин (Степан Фальковский, Семён Кошелев) |                             | Судьи: Сергей Морозов Николай Акузовский Линейные судьи: Никита Новиков Дмитрий Шишло |
|        |                                                                             | |                             | Судьи: Сергей Морозов Николай Акузовский Линейные судьи: Никита Новиков Дмитрий Шишло |
|        |                                                                             | |                             | Судьи: Сергей Морозов Николай Акузовский Линейные судьи: Никита Новиков Дмитрий Шишло |
|        |                                                                             | |                             | Судьи: Сергей Морозов Николай Акузовский Линейные судьи: Никита Новиков Дмитрий Шишло |
| 14 мин | Штраф                                                                       | 4 мин |                             | Судьи: Сергей Морозов Николай Акузовский Линейные судьи: Никита Новиков Дмитрий Шишло |
|        |                                                                             | |                             |                                                                                       |
|        | 45                                                                          | Броски | 22                          |                                                                                       |

| 16 апреля 2025 19:30 | Ак Барс | 1 : 3 (0:0, 0:2, 1:1) | Динамо (Москва) | Татнефть Арена, Казань Зрителей: 8848 |

| Отчёт                                                      | Отчёт                                                   | Отчёт | Отчёт                                 | Отчёт                                                                           |
| ---------------------------------------------------------- | ------------------------------------------------------- | --- | ------------------------------------- | ------------------------------------------------------------------------------- |
|                                                            |                                                         | |                                       |                                                                                 |
|                                                            | Тимур Билялов — 00:00-53:13 Тимур Билялов — 54:29-58:36 | Вратари | 00:00-60:00 — Владислав Подъяпольский | Судьи: Юрий Оскирко Сергей Юдаков Линейные судьи: Александр Чернышёв Егор Седов |
|                                                            | Голы:                                                   | |                                       | Судьи: Юрий Оскирко Сергей Юдаков Линейные судьи: Александр Чернышёв Егор Седов |
| (бол.) Митчелл Миллер — 54:29 (Николас Петан, Эрик О’Делл) | 0:1 0:2 0:3 1:3                                         | 23:53 — Максим Джиошвили (бол.) (Максим Комтуа, Даниил Пыленков) 36:10 — Джордан Уил (Никита Гусев, Дилан Сикьюра) 41:10 — Дмитрий Рашевский (Максим Комтуа) |                                       | Судьи: Юрий Оскирко Сергей Юдаков Линейные судьи: Александр Чернышёв Егор Седов |
|                                                            |                                                         | |                                       | Судьи: Юрий Оскирко Сергей Юдаков Линейные судьи: Александр Чернышёв Егор Седов |
|                                                            |                                                         | |                                       | Судьи: Юрий Оскирко Сергей Юдаков Линейные судьи: Александр Чернышёв Егор Седов |
|                                                            |                                                         | |                                       | Судьи: Юрий Оскирко Сергей Юдаков Линейные судьи: Александр Чернышёв Егор Седов |
| 10 мин                                                     | Штраф                                                   | 8 мин |                                       | Судьи: Юрий Оскирко Сергей Юдаков Линейные судьи: Александр Чернышёв Егор Седов |
|                                                            |                                                         | |                                       |                                                                                 |
|                                                            | 33                                                      | Броски | 28                                    |                                                                                 |

| 18 апреля 2025 19:30 | Ак Барс | 2 : 3 | Динамо (Москва) | Татнефть Арена, Казань |

| Отчёт | Отчёт | Отчёт | Отчёт | Отчёт |
| ----- | ----- | ----- | ----- | ----- |
|       |       |       |       |       |
|       |       |       |       |       |
|       |       |       |       |       |
|       |       |       |       |       |
|       |       |       |       |       |
|       |       |       |       |       |
|       |       |       |       |       |
|       |       |       |       |       |
|       |       |       |       |       |

| 20 апреля 2025 19:00 | Динамо (Москва) | 4 : 3 | Ак Барс | Татнефть Арена, Казань |

| Отчёт | Отчёт | Отчёт | Отчёт | Отчёт |
| ----- | ----- | ----- | ----- | ----- |
|       |       |       |       |       |
|       |       |       |       |       |
|       |       |       |       |       |
|       |       |       |       |       |
|       |       |       |       |       |
|       |       |       |       |       |
|       |       |       |       |       |
|       |       |       |       |       |
|       |       |       |       |       |

| 22 апреля 2025 19:00 | Ак Барс | 1 : 6 | Динамо (Москва) | Татнефть Арена, Казань |

| Отчёт | Отчёт | Отчёт | Отчёт | Отчёт |
| ----- | ----- | ----- | ----- | ----- |
|       |       |       |       |       |
|       |       |       |       |       |
|       |       |       |       |       |
|       |       |       |       |       |
|       |       |       |       |       |
|       |       |       |       |       |
|       |       |       |       |       |
|       |       |       |       |       |
|       |       |       |       |       |

#### (2) «Салават Юлаев» — (3) «Спартак»
Пара определилась 8 апреля.
| 11 апреля 2025 17:00 | Салават Юлаев | 4 : 1 (2:1, 0:0, 2:0) | Спартак | Уфа-Арена, Уфа Зрителей: 7 928 |

| Отчёт | Отчёт              | Отчёт  | Отчёт | Отчёт                                                                            |
| ----- | ------------------ | ------ | ----- | -------------------------------------------------------------------------------- |
|       |                    |        |       |                                                                                  |
|       |                    |        |       | Судьи: Алексей Белов Виктор Гашилов Линейные судьи: Максим Берсенёв Евгений Юдин |
|       | Голы:              |        |       |                                                                                  |
|       | 0:1 :1 2:1 3:1 4:1 |        |       |                                                                                  |
|       |                    |        |       |                                                                                  |
|       |                    |        |       |                                                                                  |
|       |                    |        |       |                                                                                  |
| 2 мин | Штраф              | 2 мин  |       |                                                                                  |
|       |                    |        |       |                                                                                  |
|       | 47                 | Броски | 30    |                                                                                  |

| 13 апреля 2025 14:00 | Салават Юлаев | 4 : 5 (ОТ) (1:1, 2:2, 1:1, 0:1) | Спартак | Уфа-Арена, Уфа Зрителей: 8 520 |

| Отчёт | Отчёт | Отчёт  | Отчёт | Отчёт |
| ----- | ----- | ------ | ----- | ----- |
|       |       |        |       |       |
|       |       |        |       |       |
|       |       |        |       |       |
|       |       |        |       |       |
|       |       |        |       |       |
|       |       |        |       |       |
|       |       |        |       |       |
| 6 мин | Штраф | 8 мин  |       |       |
|       |       |        |       |       |
|       | 47    | Броски | 35    |       |

| 15 апреля 2025 19:30 | Спартак | 4 : 2 (1:0, 2:2, 1:0) | Салават Юлаев | Мегаспорт, Москва Зрителей: 11 280 |

| Отчёт | Отчёт | Отчёт  | Отчёт | Отчёт |
| ----- | ----- | ------ | ----- | ----- |
|       |       |        |       |       |
|       |       |        |       |       |
|       |       |        |       |       |
|       |       |        |       |       |
|       |       |        |       |       |
|       |       |        |       |       |
|       |       |        |       |       |
| 2 мин | Штраф | 4 мин  |       |       |
|       |       |        |       |       |
|       | 26    | Броски | 33    |       |

| 17 апреля 2024 19:30 | Спартак | 6 : 2 (3:0, 0:2, 3:0) | Салават Юлаев | Мегаспорт, Москва Зрителей: 11 833 |

| Отчёт  | Отчёт | Отчёт  | Отчёт | Отчёт |
| ------ | ----- | ------ | ----- | ----- |
|        |       |        |       |       |
|        |       |        |       |       |
|        |       |        |       |       |
|        |       |        |       |       |
|        |       |        |       |       |
|        |       |        |       |       |
|        |       |        |       |       |
| 14 мин | Штраф | 12 мин |       |       |
|        |       |        |       |       |
|        | 25    | Броски | 32    |       |

| 19 апреля 2025 14:00 | Салават Юлаев | 4 : 3 (ОТ) (2:1, 1:2, 0:0, 1:0) | Спартак | Уфа-Арена, Уфа Зрителей: 8 517 |

| Отчёт  | Отчёт | Отчёт  | Отчёт | Отчёт |
| ------ | ----- | ------ | ----- | ----- |
|        |       |        |       |       |
|        |       |        |       |       |
|        |       |        |       |       |
|        |       |        |       |       |
|        |       |        |       |       |
|        |       |        |       |       |
|        |       |        |       |       |
| 10 мин | Штраф | 12 мин |       |       |
|        |       |        |       |       |
|        | 48    | Броски | 31    |       |

| 21 апреля 2024 19:00 | Спартак | 1 : 2 (ОТ) (0:0, 1:1, 0:0, 0:1) | Салават Юлаев | Мегаспорт, Москва Зрителей: 9 417 |

| Отчёт | Отчёт | Отчёт  | Отчёт | Отчёт |
| ----- | ----- | ------ | ----- | ----- |
|       |       |        |       |       |
|       |       |        |       |       |
|       |       |        |       |       |
|       |       |        |       |       |
|       |       |        |       |       |
|       |       |        |       |       |
|       |       |        |       |       |
| 2 мин | Штраф | 4 мин  |       |       |
|       |       |        |       |       |
|       | 41    | Броски | 25    |       |

| 23 апреля 2025 17:00 | Салават Юлаев | 3 : 2 (1:0, 1:1, 1:1) | Спартак | Уфа-Арена, Уфа Зрителей: 8 522 |

| Отчёт | Отчёт | Отчёт  | Отчёт | Отчёт |
| ----- | ----- | ------ | ----- | ----- |
|       |       |        |       |       |
|       |       |        |       |       |
|       |       |        |       |       |
|       |       |        |       |       |
|       |       |        |       |       |
|       |       |        |       |       |
|       |       |        |       |       |
| 2 мин | Штраф | 4 мин  |       |       |
|       |       |        |       |       |
|       | 33    | Броски | 38    |       |

#### (1) «Локомотив» — (6) «Авангард»
Пара определилась 8 апреля.
| 11 апреля 2025 19:00 | Локомотив | 1 : 4 (0:1, 1:1, 0:2) | Авангард | Арена 2000, Ярославль Зрителей: 8 021 |

| Отчёт | Отчёт               | Отчёт  | Отчёт | Отчёт                                                                                        |
| ----- | ------------------- | ------ | ----- | -------------------------------------------------------------------------------------------- |
|       |                     |        |       |                                                                                              |
|       |                     |        |       | Судьи: Николай Акузовский Максим Сидоренко Линейные судьи: Никита Поляков Роман Славиковский |
|       | Голы:               |        |       |                                                                                              |
|       | 0:1 0:2 1:2 1:3 1:4 |        |       |                                                                                              |
|       |                     |        |       |                                                                                              |
|       |                     |        |       |                                                                                              |
|       |                     |        |       |                                                                                              |
| 4 мин | Штраф               | 6 мин  |       |                                                                                              |
|       |                     |        |       |                                                                                              |
|       | 33                  | Броски | 31    |                                                                                              |

| 13 апреля 2025 17:00 | Локомотив | 4 : 1 (0:0, 3:1, 1:0) | Авангард | Арена 2000, Ярославль Зрителей: 8 056 |

| Отчёт | Отчёт | Отчёт  | Отчёт | Отчёт |
| ----- | ----- | ------ | ----- | ----- |
|       |       |        |       |       |
|       |       |        |       |       |
|       |       |        |       |       |
|       |       |        |       |       |
|       |       |        |       |       |
|       |       |        |       |       |
|       |       |        |       |       |
| 6 мин | Штраф | 4 мин  |       |       |
|       |       |        |       |       |
|       | 38    | Броски | 22    |       |

| 15 апреля 2025 | Авангард | 2 : 6 (0:1, 1:1, 1:4) | Локомотив | G-Drive Арена, Омск Зрителей: 12 011 |

| Отчёт | Отчёт                           | Отчёт  | Отчёт | Отчёт                                                                            |
| ----- | ------------------------------- | ------ | ----- | -------------------------------------------------------------------------------- |
|       |                                 |        |       |                                                                                  |
|       |                                 |        |       | Судьи: Виктор Бирин Денис Наумов Линейные судьи: Никита Вилюгин Дмитрий Головлёв |
|       | Голы:                           |        |       |                                                                                  |
|       | 0:1 0:2 1:2 1:3 1:4 1:5 2:5 2:6 |        |       |                                                                                  |
|       |                                 |        |       |                                                                                  |
|       |                                 |        |       |                                                                                  |
|       |                                 |        |       |                                                                                  |
| 2 мин | Штраф                           | 2 мин  |       |                                                                                  |
|       |                                 |        |       |                                                                                  |
|       | 30                              | Броски | 22    |                                                                                  |

| 17 апреля 2025 16:30 | Авангард | 1 : 2 (ОТ) (0:0, 1:1, 0:0, 0:1) | Локомотив | G-Drive Арена, Омск Зрителей: 12 011 |

| Отчёт                                                         | Отчёт                           | Отчёт                                                                               | Отчёт                      | Отчёт                                                                                |
| ------------------------------------------------------------- | ------------------------------- | ----------------------------------------------------------------------------------- | -------------------------- | ------------------------------------------------------------------------------------ |
|                                                               |                                 |                                                                                     |                            |                                                                                      |
|                                                               | Никита Серебряков — 00:00-67:25 | Вратари                                                                             | 00:00-67:25 — Даниил Исаев | Судьи: Денис Наумов Евгений Ромасько Линейные судьи: Никита Вилюгин Дмитрий Головлёв |
|                                                               | Голы:                           |                                                                                     |                            | Судьи: Денис Наумов Евгений Ромасько Линейные судьи: Никита Вилюгин Дмитрий Головлёв |
| Рид Буше (бол.) — 20:27 (Константин Окулов, Дамир Шарипзянов) | 1:0 1:1 1:2                     | 25:36 — Александр Елесин 67:25 — Александр Радулов (Денис Алексеев, Андрей Сергеев) |                            | Судьи: Денис Наумов Евгений Ромасько Линейные судьи: Никита Вилюгин Дмитрий Головлёв |
|                                                               |                                 |                                                                                     |                            | Судьи: Денис Наумов Евгений Ромасько Линейные судьи: Никита Вилюгин Дмитрий Головлёв |
|                                                               |                                 |                                                                                     |                            | Судьи: Денис Наумов Евгений Ромасько Линейные судьи: Никита Вилюгин Дмитрий Головлёв |
|                                                               |                                 |                                                                                     |                            | Судьи: Денис Наумов Евгений Ромасько Линейные судьи: Никита Вилюгин Дмитрий Головлёв |
| 4 мин                                                         | Штраф                           | 2 мин                                                                               |                            | Судьи: Денис Наумов Евгений Ромасько Линейные судьи: Никита Вилюгин Дмитрий Головлёв |
|                                                               |                                 |                                                                                     |                            |                                                                                      |
|                                                               | 21                              | Броски                                                                              | 32                         |                                                                                      |

| 19 апреля 2025 17:00 | Локомотив | 2 : 3 (0:1, 2:2, 0:0) | Авангард | Арена 2000, Ярославль Зрителей: 8 007 |

| Отчёт | Отчёт | Отчёт  | Отчёт | Отчёт |
| ----- | ----- | ------ | ----- | ----- |
|       |       |        |       |       |
|       |       |        |       |       |
|       |       |        |       |       |
|       |       |        |       |       |
|       |       |        |       |       |
|       |       |        |       |       |
|       |       |        |       |       |
| 6 мин | Штраф | 8 мин  |       |       |
|       |       |        |       |       |
|       | 34    | Броски | 24    |       |

| 21 апреля 2025 16:30 | Авангард | 3 : 0 (1:0, 0:0, 2:0) | Локомотив | G-Drive Арена, Омск Зрителей: 12 011 |

| Отчёт | Отчёт | Отчёт  | Отчёт | Отчёт |
| ----- | ----- | ------ | ----- | ----- |
|       |       |        |       |       |
|       |       |        |       |       |
|       |       |        |       |       |
|       |       |        |       |       |
|       |       |        |       |       |
|       |       |        |       |       |
|       |       |        |       |       |
| 2 мин | Штраф | 2 мин  |       |       |
|       |       |        |       |       |
|       | 16    | Броски | 32    |       |

| 23 апреля 2025 19:30 | Локомотив | 3 : 2 (2ОТ) (1:0, 1:0, 0:2, 0:0, 1:0) | Авангард | Арена 2000, Ярославль Зрителей: 8 003 |

| Отчёт | Отчёт | Отчёт  | Отчёт | Отчёт |
| ----- | ----- | ------ | ----- | ----- |
|       |       |        |       |       |
|       |       |        |       |       |
|       |       |        |       |       |
|       |       |        |       |       |
|       |       |        |       |       |
|       |       |        |       |       |
|       |       |        |       |       |
| 2 мин | Штраф | 4 мин  |       |       |
|       |       |        |       |       |
|       | 58    | Броски | 32    |       |

## Полуфиналы
Время начала матчей дано по Московскому времени (UTC+3).

#### (1) «Локомотив» — (2) «Салават Юлаев»
| 27 апреля 2025 16:30 | Локомотив | 1 : 3 (0:1, 1:0, 0:2) | Салават Юлаев | Арена 2000, Ярославль Зрителей: 8 105 |

| Отчёт                                   | Отчёт                                                                            | Отчёт | Отчёт                       | Отчёт                                                                                    |
| --------------------------------------- | -------------------------------------------------------------------------------- | --- | --------------------------- | ---------------------------------------------------------------------------------------- |
|                                         |                                                                                  | |                             |                                                                                          |
|                                         | Даниил Исаев — 00:00-58:35 Даниил Исаев — 58:44-59:04 Даниил Исаев — 59:39-60:00 | Вратари | 00:00-60:00 — Семён Вязовой | Судьи: Евгений Ромасько Сергей Беляев Линейные судьи: Дмитрий Сивов Александр Садовников |
|                                         | Голы:                                                                            | |                             | Судьи: Евгений Ромасько Сергей Беляев Линейные судьи: Дмитрий Сивов Александр Садовников |
| Рушан Рафиков (бол.) — 24:00 (Б. Фрейз) | 0:1 :1 1:2 1:3                                                                   | 01:57 — Данил Алалыкин (А. Жаровский, С. Вязовой) 53:24 — Михаил Науменков (Д. Алалыкин, Ш. Ремпал) 59:39 — Александр Хмелевски (п.в.) (С. Вязовой) |                             | Судьи: Евгений Ромасько Сергей Беляев Линейные судьи: Дмитрий Сивов Александр Садовников |
|                                         |                                                                                  | |                             | Судьи: Евгений Ромасько Сергей Беляев Линейные судьи: Дмитрий Сивов Александр Садовников |
|                                         |                                                                                  | |                             | Судьи: Евгений Ромасько Сергей Беляев Линейные судьи: Дмитрий Сивов Александр Садовников |
|                                         |                                                                                  | |                             | Судьи: Евгений Ромасько Сергей Беляев Линейные судьи: Дмитрий Сивов Александр Садовников |
| 6 мин                                   | Штраф                                                                            | 8 мин |                             | Судьи: Евгений Ромасько Сергей Беляев Линейные судьи: Дмитрий Сивов Александр Садовников |
|                                         |                                                                                  | |                             |                                                                                          |
|                                         | 28                                                                               | Броски | 20                          |                                                                                          |

| 29 апреля 2025 19:30 | Локомотив | 2 : 1 (1:0, 1:0, 0:1) | Салават Юлаев | Арена 2000, Ярославль Зрителей: 8 001 |

| Отчёт                                                                                           | Отчёт                                                 | Отчёт                                        | Отчёт                       | Отчёт                                                                                   |
| ----------------------------------------------------------------------------------------------- | ----------------------------------------------------- | -------------------------------------------- | --------------------------- | --------------------------------------------------------------------------------------- |
|                                                                                                 |                                                       |                                              |                             |                                                                                         |
|                                                                                                 | Даниил Исаев — 00:00-11:00 Даниил Исаев — 11:01-60:00 | Вратари                                      | 00:00-58:16 — Семён Вязовой | Судьи: Евгений Ромасько Иван Фатеев Линейные судьи: Никита Новиков Александр Садовников |
|                                                                                                 | Голы:                                                 |                                              |                             | Судьи: Евгений Ромасько Иван Фатеев Линейные судьи: Никита Новиков Александр Садовников |
| Даниил Тесанов — 14:04 (А. Елесин, А. Полунин) Максим Шалунов — 33:12 (Г. Иванов, Н. Черепанов) | 1:0 2:0 2:1                                           | 42:32 — Егор Сучков (В. Ефремов, Я. Цулыгин) |                             | Судьи: Евгений Ромасько Иван Фатеев Линейные судьи: Никита Новиков Александр Садовников |
|                                                                                                 |                                                       |                                              |                             | Судьи: Евгений Ромасько Иван Фатеев Линейные судьи: Никита Новиков Александр Садовников |
|                                                                                                 |                                                       |                                              |                             | Судьи: Евгений Ромасько Иван Фатеев Линейные судьи: Никита Новиков Александр Садовников |
|                                                                                                 |                                                       |                                              |                             | Судьи: Евгений Ромасько Иван Фатеев Линейные судьи: Никита Новиков Александр Садовников |
| 2 мин                                                                                           | Штраф                                                 | 6 мин                                        |                             | Судьи: Евгений Ромасько Иван Фатеев Линейные судьи: Никита Новиков Александр Садовников |
|                                                                                                 |                                                       |                                              |                             |                                                                                         |
|                                                                                                 | 39                                                    | Броски                                       | 22                          |                                                                                         |

| 1 мая 2025 14:00 | Салават Юлаев | 2 : 4 (0:1, 1:2, 1:1) | Локомотив | Уфа-Арена, Уфа Зрителей: 8 487 |

| Отчёт                                                                                                 | Отчёт | Отчёт | Отчёт                      | Отчёт                                                                                 |
| --- | --- | --- | -------------------------- | ------------------------------------------------------------------------------------- |
| | | |                            |                                                                                       |
| | Семён Вязовой — 00:00-51:29 Семён Вязовой — 53:12-56:01 Семён Вязовой — 57:32-57:48 Семён Вязовой — 58:10-60:00 | Вратари | 00:00-60:00 — Даниил Исаев | Судьи: Николай Акузовский Сергей Морозов Линейные судьи: Максим Берсенёв Евгений Юдин |
| | Голы: | |                            | Судьи: Николай Акузовский Сергей Морозов Линейные судьи: Максим Берсенёв Евгений Юдин |
| Владислав Ефремов — 23:30 (А. Горшков, А. Чёрный) Александр Хмелевски — 53:12 (Я. Цулыгин, Ш. Ремпал) | 0:1 :1 1:2 1:3 2:3 2:4                                                                                          | 06:46 — Алексей Береглазов (бол.) (М. Берёзкин, А. Каюмов) 32:46 — Никита Кирьянов 39:25 — Александр Радулов (А. Елесин, А. Береглазов) 58:10 — Максим Берёзкин (п.в.) (М. Шалунов, И. Николаев) |                            | Судьи: Николай Акузовский Сергей Морозов Линейные судьи: Максим Берсенёв Евгений Юдин |
| | | |                            | Судьи: Николай Акузовский Сергей Морозов Линейные судьи: Максим Берсенёв Евгений Юдин |
| | | |                            | Судьи: Николай Акузовский Сергей Морозов Линейные судьи: Максим Берсенёв Евгений Юдин |
| | | |                            | Судьи: Николай Акузовский Сергей Морозов Линейные судьи: Максим Берсенёв Евгений Юдин |
| 8 мин                                                                                                 | Штраф | 27 мин |                            | Судьи: Николай Акузовский Сергей Морозов Линейные судьи: Максим Берсенёв Евгений Юдин |
| | | |                            |                                                                                       |
| | 30 | Броски | 24                         |                                                                                       |

| 3 мая 2024 14:00 | Салават Юлаев | 0 : 3 (0:2, 0:1, 0:0) | Локомотив | Уфа-Арена, Уфа Зрителей: 8 402 |

| Отчёт | Отчёт                           | Отчёт | Отчёт                      | Отчёт                                                                                   |
| ----- | ------------------------------- | --- | -------------------------- | --------------------------------------------------------------------------------------- |
|       |                                 | |                            |                                                                                         |
|       | Александр Самонов — 00:00-60:00 | Вратари | 00:00-60:00 — Даниил Исаев | Судьи: Николай Акузовский Сергей Юдаков Линейные судьи: Роман Славиковский Евгений Юдин |
|       | Голы:                           | |                            | Судьи: Николай Акузовский Сергей Юдаков Линейные судьи: Роман Славиковский Евгений Юдин |
|       | 0:1 0:2 0:3                     | 14:51 — Даниил Тесанов (Н. Кирьянов, И. Николаев) 19:58 — Илья Николаев (А. Береглазов) 22:24 — Егор Сурин (П. Красковский) |                            | Судьи: Николай Акузовский Сергей Юдаков Линейные судьи: Роман Славиковский Евгений Юдин |
|       |                                 | |                            | Судьи: Николай Акузовский Сергей Юдаков Линейные судьи: Роман Славиковский Евгений Юдин |
|       |                                 | |                            | Судьи: Николай Акузовский Сергей Юдаков Линейные судьи: Роман Славиковский Евгений Юдин |
|       |                                 | |                            | Судьи: Николай Акузовский Сергей Юдаков Линейные судьи: Роман Славиковский Евгений Юдин |
| 2 мин | Штраф                           | 6 мин |                            | Судьи: Николай Акузовский Сергей Юдаков Линейные судьи: Роман Славиковский Евгений Юдин |
|       |                                 | |                            |                                                                                         |
|       | 27                              | Броски | 22                         |                                                                                         |

| 5 мая 2025 19:30 | Локомотив | 4 : 2 (1:0, 1:1, 2:1) | Салават Юлаев | Арена 2000, Ярославль Зрителей: 8 185 |

| Отчёт | Отчёт                      | Отчёт                                                                                | Отчёт                                                   | Отчёт                                                                        |
| --- | -------------------------- | ------------------------------------------------------------------------------------ | ------------------------------------------------------- | ---------------------------------------------------------------------------- |
| |                            |                                                                                      |                                                         |                                                                              |
| | Даниил Исаев — 00:00-60:00 | Вратари                                                                              | 00:00-58:18 — Семён Вязовой 58:51-59:28 — Семён Вязовой | Судьи: Виктор Бирин Денис Наумов Линейные судьи: Дмитрий Шишло Дмитрий Сивов |
| | Голы:                      |                                                                                      |                                                         | Судьи: Виктор Бирин Денис Наумов Линейные судьи: Дмитрий Шишло Дмитрий Сивов |
| Александр Радулов — 06:33 (Е. Сурин, Г. Иванов) Егор Сурин — 35:33 (А. Радулов, М. Гернат) Егор Сурин — 51:16 (А. Радулов, Г. Иванов) Александр Радулов (п.в.) — 58:51 | 1:0 1:1 2:1 2:2 3:2 4:2    | 22:55 — Скотт Уилсон (Ш. Ремпал) 47:03 — Александр Хмелевски (Я. Цулыгин, С. Уилсон) |                                                         | Судьи: Виктор Бирин Денис Наумов Линейные судьи: Дмитрий Шишло Дмитрий Сивов |
| |                            |                                                                                      |                                                         | Судьи: Виктор Бирин Денис Наумов Линейные судьи: Дмитрий Шишло Дмитрий Сивов |
| |                            |                                                                                      |                                                         | Судьи: Виктор Бирин Денис Наумов Линейные судьи: Дмитрий Шишло Дмитрий Сивов |
| |                            |                                                                                      |                                                         | Судьи: Виктор Бирин Денис Наумов Линейные судьи: Дмитрий Шишло Дмитрий Сивов |
| 4 мин | Штраф                      | 0 мин                                                                                |                                                         | Судьи: Виктор Бирин Денис Наумов Линейные судьи: Дмитрий Шишло Дмитрий Сивов |
| |                            |                                                                                      |                                                         |                                                                              |
| | 28                         | Броски                                                                               | 20                                                      |                                                                              |

#### (1) «Трактор» — (2) «Динамо» (Москва)
| 28 апреля 2025 17:00 | Трактор | 4 : 3 (0:1, 1:1, 3:1) | Динамо (Москва) | Ледовая арена «Трактор», Челябинск Зрителей: 7 500 |

| Отчёт | Отчёт                       | Отчёт | Отчёт                                 | Отчёт                                                                               |
| --- | --------------------------- | --- | ------------------------------------- | ----------------------------------------------------------------------------------- |
| |                             | |                                       |                                                                                     |
| | Закари Фукале — 00:00-60:00 | Вратари | 00:00-56:29 — Владислав Подъяпольский | Судьи: Виктор Гашилов Денис Наумов Линейные судьи: Александр Чернышёв Дмитрий Шишло |
| | Голы:                       | |                                       | Судьи: Виктор Гашилов Денис Наумов Линейные судьи: Александр Чернышёв Дмитрий Шишло |
| Семён Дер-Аргучинцев — 37:25 (М. Шабанов, С. Телегин) Александр Кадейкин — 46:21 (Л. Дэй) Чарльз Робинсон — 48:04 (А. Светлаков, А. Блажиевский) Василий Глотов — 53:46 (С. Кэмпфер, А. Кадейкин) | 0:1 0:2 1:2 2:2 3:2 3:3 4:3 | 13:34 — Джордан Уил (П. Кудрявцев, А. Сергеев) 22:45 — Джордан Уил 50:01 — Даниил Пыленков (бол.) (Н. Гусев) |                                       | Судьи: Виктор Гашилов Денис Наумов Линейные судьи: Александр Чернышёв Дмитрий Шишло |
| |                             | |                                       | Судьи: Виктор Гашилов Денис Наумов Линейные судьи: Александр Чернышёв Дмитрий Шишло |
| |                             | |                                       | Судьи: Виктор Гашилов Денис Наумов Линейные судьи: Александр Чернышёв Дмитрий Шишло |
| |                             | |                                       | Судьи: Виктор Гашилов Денис Наумов Линейные судьи: Александр Чернышёв Дмитрий Шишло |
| 4 мин | Штраф                       | 2 мин |                                       | Судьи: Виктор Гашилов Денис Наумов Линейные судьи: Александр Чернышёв Дмитрий Шишло |
| |                             | |                                       |                                                                                     |
| | 26                          | Броски | 31                                    |                                                                                     |

| 30 апреля 2025 17:00 | Трактор | 3 : 2 (2:1, 0:1, 1:0) | Динамо (Москва) | Ледовая арена «Трактор», Челябинск Зрителей: 7 500 |

| Отчёт | Отчёт                       | Отчёт                                                                                          | Отчёт                                                                       | Отчёт                                                                                |
| --- | --------------------------- | ---------------------------------------------------------------------------------------------- | --------------------------------------------------------------------------- | ------------------------------------------------------------------------------------ |
| |                             |                                                                                                |                                                                             |                                                                                      |
| | Закари Фукале — 00:00-60:00 | Вратари                                                                                        | 00:00-56:42 — Владислав Подъяпольский 58:33-58:40 — Владислав Подъяпольский | Судьи: Виктор Гашилов Алексей Белов Линейные судьи: Дмитрий Шишло Александр Чернышёв |
| | Голы:                       |                                                                                                |                                                                             | Судьи: Виктор Гашилов Алексей Белов Линейные судьи: Дмитрий Шишло Александр Чернышёв |
| Александр Кадейкин — 01:08 Артём Блажиевский — 16:39 (В. Ткачёв) Семён Дер-Аргучинцев — 41:22 (М. Шабанов) | 1:0 1:1 2:1 2:2 3:2         | 05:19 — Никита Гусев (Д. Сикьюра, Д. Уил) 22:31 — Артём Ильенко (П. Кудрявцев, Е. Римашевский) |                                                                             | Судьи: Виктор Гашилов Алексей Белов Линейные судьи: Дмитрий Шишло Александр Чернышёв |
| |                             |                                                                                                |                                                                             | Судьи: Виктор Гашилов Алексей Белов Линейные судьи: Дмитрий Шишло Александр Чернышёв |
| |                             |                                                                                                |                                                                             | Судьи: Виктор Гашилов Алексей Белов Линейные судьи: Дмитрий Шишло Александр Чернышёв |
| |                             |                                                                                                |                                                                             | Судьи: Виктор Гашилов Алексей Белов Линейные судьи: Дмитрий Шишло Александр Чернышёв |
| 2 мин | Штраф                       | 2 мин                                                                                          |                                                                             | Судьи: Виктор Гашилов Алексей Белов Линейные судьи: Дмитрий Шишло Александр Чернышёв |
| |                             |                                                                                                |                                                                             |                                                                                      |
| | 30                          | Броски                                                                                         | 31                                                                          |                                                                                      |

| 2 мая 2025 17:00 | Динамо (Москва) | 2 : 3 (2ОТ) (1:0, 0:1, 1:1, 0:0, 0:1) | Трактор | ВТБ Арена, Москва Зрителей: 9 668 |

| Отчёт                                                                                       | Отчёт                                 | Отчёт                                                                                        | Отчёт                       | Отчёт                                                                             |
| ------------------------------------------------------------------------------------------- | ------------------------------------- | -------------------------------------------------------------------------------------------- | --------------------------- | --------------------------------------------------------------------------------- |
|                                                                                             |                                       |                                                                                              |                             |                                                                                   |
|                                                                                             | Владислав Подъяпольский — 00:00-83:22 | Вратари                                                                                      | 00:00-83:22 — Закари Фукале | Судьи: Виктор Бирин Александр Соин Линейные судьи: Дмитрий Сивов Максим Куприянов |
|                                                                                             | Голы:                                 |                                                                                              |                             | Судьи: Виктор Бирин Александр Соин Линейные судьи: Дмитрий Сивов Максим Куприянов |
| Игорь Ожиганов — 03:53 (Д. Сикьюра, К. Адамчук) Артём Михеев — 49:26 (А. Сизов, К. Готовец) | 1:0 1:1 2:1 2:2 2:3                   | 29:06 — Григорий Дронов (С. Кэмпфер) 51:10 — Виталий Кравцов (Л. Дэй) 83:22 — Максим Шабанов |                             | Судьи: Виктор Бирин Александр Соин Линейные судьи: Дмитрий Сивов Максим Куприянов |
|                                                                                             |                                       |                                                                                              |                             | Судьи: Виктор Бирин Александр Соин Линейные судьи: Дмитрий Сивов Максим Куприянов |
|                                                                                             |                                       |                                                                                              |                             | Судьи: Виктор Бирин Александр Соин Линейные судьи: Дмитрий Сивов Максим Куприянов |
|                                                                                             |                                       |                                                                                              |                             | Судьи: Виктор Бирин Александр Соин Линейные судьи: Дмитрий Сивов Максим Куприянов |
| 2 мин                                                                                       | Штраф                                 | 2 мин                                                                                        |                             | Судьи: Виктор Бирин Александр Соин Линейные судьи: Дмитрий Сивов Максим Куприянов |
|                                                                                             |                                       |                                                                                              |                             |                                                                                   |
|                                                                                             | 32                                    | Броски                                                                                       | 45                          |                                                                                   |

| 4 мая 2024 17:00 | Динамо (Москва) | 3 : 1 (1:0, 1:0, 1:1) | Трактор | ВТБ Арена, Москва Зрителей: 9 655 |

| Отчёт | Отчёт                                 | Отчёт                                                   | Отчёт                       | Отчёт                                                                                |
| --- | ------------------------------------- | ------------------------------------------------------- | --------------------------- | ------------------------------------------------------------------------------------ |
| |                                       |                                                         |                             |                                                                                      |
| | Владислав Подъяпольский — 00:00-60:00 | Вратари                                                 | 00:00-56:01 — Закари Фукале | Судьи: Иван Фатеев Сергей Беляев Линейные судьи: Александр Садовников Никита Новиков |
| | Голы:                                 |                                                         |                             | Судьи: Иван Фатеев Сергей Беляев Линейные судьи: Александр Садовников Никита Новиков |
| Артём Швец-Роговой — 19:10 Артём Ильенко — 25:15 (Д. Рашевский) Антон Слепышев — 48:25 (А. Сергеев, А. Михеев) | 1:0 2:0 2:1 3:1                       | 42:50 — Григорий Дронов (С. Дер-Аргучинцев, М. Шабанов) |                             | Судьи: Иван Фатеев Сергей Беляев Линейные судьи: Александр Садовников Никита Новиков |
| |                                       |                                                         |                             | Судьи: Иван Фатеев Сергей Беляев Линейные судьи: Александр Садовников Никита Новиков |
| |                                       |                                                         |                             | Судьи: Иван Фатеев Сергей Беляев Линейные судьи: Александр Садовников Никита Новиков |
| |                                       |                                                         |                             | Судьи: Иван Фатеев Сергей Беляев Линейные судьи: Александр Садовников Никита Новиков |
| 0 мин | Штраф                                 | 4 мин                                                   |                             | Судьи: Иван Фатеев Сергей Беляев Линейные судьи: Александр Садовников Никита Новиков |
| |                                       |                                                         |                             |                                                                                      |
| | 35                                    | Броски                                                  | 45                          |                                                                                      |

| 6 мая 2024 17:00 | Трактор | 4 : 3 (0:1, 3:0, 1:2) | Динамо (Москва) | Ледовая арена «Трактор», Челябинск Зрителей: 7 500 |

| Отчёт | Отчёт                       | Отчёт | Отчёт                                                                | Отчёт                                                                                   |
| --- | --------------------------- | --- | -------------------------------------------------------------------- | --------------------------------------------------------------------------------------- |
| |                             | |                                                                      |                                                                                         |
| | Закари Фукале — 00:00-60:00 | Вратари | 00:00-28:39 — Владислав Подъяпольский 28:39-58:52 — Максим Моторыгин | Судьи: Алексей Белов Виктор Гашилов Линейные судьи: Роман Славиковский Максим Куприянов |
| | Голы:                       | |                                                                      | Судьи: Алексей Белов Виктор Гашилов Линейные судьи: Роман Славиковский Максим Куприянов |
| Василий Глотов — 24:08 (В. Ткачёв) Максим Шабанов — 29:25 (А. Коромыслов) Никита Коростелёв — 33:12 Максим Шабанов — 58:32 (С. Дер-Аргучинцев) | 0:1 :1 2:1 3:1 3:2 3:3 4:3  | 13:30 — Максим Джиошвили (И. Ожиганов, А. Ильенко) 40:20 — Бреннан Менелл (бол.) (Н. Гусев) 55:20 — Артём Швец-Роговой (И. Ожиганов) |                                                                      | Судьи: Алексей Белов Виктор Гашилов Линейные судьи: Роман Славиковский Максим Куприянов |
| |                             | |                                                                      | Судьи: Алексей Белов Виктор Гашилов Линейные судьи: Роман Славиковский Максим Куприянов |
| |                             | |                                                                      | Судьи: Алексей Белов Виктор Гашилов Линейные судьи: Роман Славиковский Максим Куприянов |
| |                             | |                                                                      | Судьи: Алексей Белов Виктор Гашилов Линейные судьи: Роман Славиковский Максим Куприянов |
| 4 мин | Штраф                       | 2 мин |                                                                      | Судьи: Алексей Белов Виктор Гашилов Линейные судьи: Роман Славиковский Максим Куприянов |
| |                             | |                                                                      |                                                                                         |
| | 34                          | Броски | 31                                                                   |                                                                                         |

## Финал Кубка Гагарина
Время начала матчей дано по Московскому времени (UTC+3).

### (1) «Локомотив» — (1) «Трактор»
Встречи в регулярном чемпионате: 5:3 (3 ноября 2024), 4:2 (28 ноября 2024, Ярославль)
Предыдущие встречи в плей-офф:
- полуфинал чемпионата МХЛ 1993/1994: победа «Трактора» в серии 0-2 (0:2, 0:2);
- полуфинал Кубка Гагарина 2024: победа «Локомотива» в серии 4-0 (5:2, 3:2ОТ, 2:1, 3:0);

| 13 мая 2025 19:00 | Локомотив | 1 : 2 (0:0, 0:0, 1:2) | Трактор | Арена 2000, Ярославль Зрителей: 8 017 |

| Отчёт                                                   | Отчёт                      | Отчёт | Отчёт                    | Отчёт                                                                            |
| ------------------------------------------------------- | -------------------------- | --- | ------------------------ | -------------------------------------------------------------------------------- |
|                                                         |                            | |                          |                                                                                  |
|                                                         | Даниил Исаев — 00:00-58:34 | Вратари | Зак Фукале — 00:00-60:00 | Судьи: Соин Александр Гашилов Виктор Линейные судьи: Сивов Дмитрий Шишло Дмитрий |
|                                                         | Голы:                      | |                          | Судьи: Соин Александр Гашилов Виктор Линейные судьи: Сивов Дмитрий Шишло Дмитрий |
| 53:33 — Максим Берëзкин (А. Радулов), А. Сергеев (бол.) | 0:1 0:2 1:2                | 43:22 — Максим Шабанов (В. Глотов, А. Блажиевский) 43:35 — А. Кадейкин (Максим Шабанов, С. Дер-Аргучинцев) |                          | Судьи: Соин Александр Гашилов Виктор Линейные судьи: Сивов Дмитрий Шишло Дмитрий |
|                                                         |                            | |                          | Судьи: Соин Александр Гашилов Виктор Линейные судьи: Сивов Дмитрий Шишло Дмитрий |
|                                                         |                            | |                          | Судьи: Соин Александр Гашилов Виктор Линейные судьи: Сивов Дмитрий Шишло Дмитрий |
|                                                         |                            | |                          | Судьи: Соин Александр Гашилов Виктор Линейные судьи: Сивов Дмитрий Шишло Дмитрий |
| 4 мин                                                   | Штраф                      | 9 мин |                          | Судьи: Соин Александр Гашилов Виктор Линейные судьи: Сивов Дмитрий Шишло Дмитрий |
|                                                         |                            | |                          |                                                                                  |
|                                                         | 34                         | Броски | 30                       |                                                                                  |

| 15 мая 2025 19:00 | Локомотив | 4 : 1 (0:1, 2:0, 2:0) | Трактор | Арена 2000, Ярославль Зрителей: 8362 |

| Отчёт | Отчёт | Отчёт | Отчёт | Отчёт |
| ----- | ----- | ----- | ----- | ----- |
|       |       |       |       |       |
|       |       |       |       |       |
|       |       |       |       |       |
|       |       |       |       |       |
|       |       |       |       |       |
|       |       |       |       |       |
|       |       |       |       |       |
|       |       |       |       |       |
|       |       |       |       |       |

| 17 мая 2025 16:30 | Трактор | 2 : 5 (1:1, 0:2, 1:2) | Локомотив | Ледовая арена «Трактор», Челябинск Зрителей: 7500 |

| Отчёт | Отчёт | Отчёт | Отчёт | Отчёт |
| ----- | ----- | ----- | ----- | ----- |
|       |       |       |       |       |
|       |       |       |       |       |
|       |       |       |       |       |
|       |       |       |       |       |
|       |       |       |       |       |
|       |       |       |       |       |
|       |       |       |       |       |
|       |       |       |       |       |
|       |       |       |       |       |

| 19 мая 2025 17:00 | Трактор | 1 : 3 (0:1, 0:0, 1:2) | Локомотив | Ледовая арена «Трактор», Челябинск Зрителей: 7500 |

| Отчёт | Отчёт | Отчёт | Отчёт | Отчёт |
| ----- | ----- | ----- | ----- | ----- |
|       |       |       |       |       |
|       |       |       |       |       |
|       |       |       |       |       |
|       |       |       |       |       |
|       |       |       |       |       |
|       |       |       |       |       |
|       |       |       |       |       |
|       |       |       |       |       |
|       |       |       |       |       |

| 21 мая 2025 19:30 | Локомотив | 2 : 1 (1ОТ) (0:0, 1:0, 0:1, 1:0) | Трактор | Арена 2000, Ярославль Зрителей: 8437 |

| Отчёт | Отчёт | Отчёт | Отчёт | Отчёт |
| ----- | ----- | ----- | ----- | ----- |
|       |       |       |       |       |
|       |       |       |       |       |
|       |       |       |       |       |
|       |       |       |       |       |
|       |       |       |       |       |
|       |       |       |       |       |
|       |       |       |       |       |
|       |       |       |       |       |
|       |       |       |       |       |

## Статистика

### Лучшие игроки по раундам
| Раунд                | Лучший вратарь                            | Лучший защитник                       | Лучший нападающий               | Лучший новичок                  |
| -------------------- | ----------------------------------------- | ------------------------------------- | ------------------------------- | ------------------------------- |
| 1/8 финала           | Никита Серебряков («Авангард»)            | Григорий Дронов («Трактор»)           | Шелдон Ремпал («Салават Юлаев») | Иван Демидов (СКА)              |
| Четвертьфиналы       | Владислав Подъяпольский («Динамо» Москва) | Алексей Василевский («Салават Юлаев») | Александр Радулов («Локомотив») | Семён Вязовой («Салават Юлаев») |
| Полуфиналы           | Даниил Исаев («Локомотив»)                | Григорий Дронов («Трактор»)           | Максим Шабанов («Трактор»)      | Егор Сурин («Локомотив»)        |
| Финал Кубка Гагарина | Даниил Исаев («Локомотив»)                | Андрей Сергеев («Локомотив»)          | Георгий Иванов («Локомотив»)    | Егор Сурин («Локомотив»)        |

### Бомбардиры
10 лучших игроков, отсортированных по количеству набранных очков.
| Игрок               | Команда         | И  | Ш  | A  | О  | +/– | Штр |
| ------------------- | --------------- | -- | -- | -- | -- | --- | --- |
| Шелдон Ремпал       | Салават Юлаев   | 19 | 8  | 13 | 21 | 4   | 14  |
| Максим Шабанов      | Трактор         | 21 | 10 | 10 | 20 | 14  | 2   |
| Скотт Уилсон        | Салават Юлаев   | 19 | 7  | 9  | 16 | 0   | 8   |
| Александр Радулов   | Локомотив       | 21 | 7  | 9  | 16 | 8   | 4   |
| Джошуа Ливо         | Салават Юлаев   | 14 | 2  | 13 | 15 | 2   | 2   |
| Александр Хмелевски | Салават Юлаев   | 19 | 8  | 7  | 15 | -3  | 2   |
| Максим Берёзкин     | Локомотив       | 21 | 9  | 5  | 14 | 9   | 8   |
| Митчелл Миллер      | Ак Барс         | 13 | 4  | 9  | 13 | 2   | 8   |
| Максим Комтуа       | Динамо (Москва) | 15 | 7  | 6  | 13 | -4  | 26  |
| Максим Шалунов      | Локомотив       | 21 | 6  | 7  | 13 | 7   | 4   |

### Вратари (КН)
5 лучших вратарей с наименьшим количеством пропущенных шайб за игру.
| Игрок                   | Команда         | И  | В  | П | %ОБ  | КН   | И"0" |
| ----------------------- | --------------- | -- | -- | - | ---- | ---- | ---- |
| Даниил Исаев            | Локомотив       | 21 | 16 | 5 | 93.8 | 1.53 | 2    |
| Никита Серебряков       | Авангард        | 13 | 7  | 6 | 94.1 | 1.88 | 1    |
| Илья Набоков            | Металлург       | 5  | 2  | 3 | 92.0 | 2.13 | 0    |
| Владислав Подъяпольский | Динамо (Москва) | 11 | 6  | 4 | 93.5 | 2.15 | 0    |
| Тимур Билялов           | Ак Барс         | 13 | 6  | 6 | 91.8 | 2.29 | 1    |